# Chronik Eschelbronns
Diese Chronik Eschelbronns listet Ereignisse der baden-württembergischen Gemeinde Eschelbronn im Rhein-Neckar-Kreis.

## 2. und 3. Jahrhundert
- Auf dem späteren Gemeindegebiet befindet sich eine römische Ansiedlung mit einem Gutshof.[1]

## 8. Jahrhundert

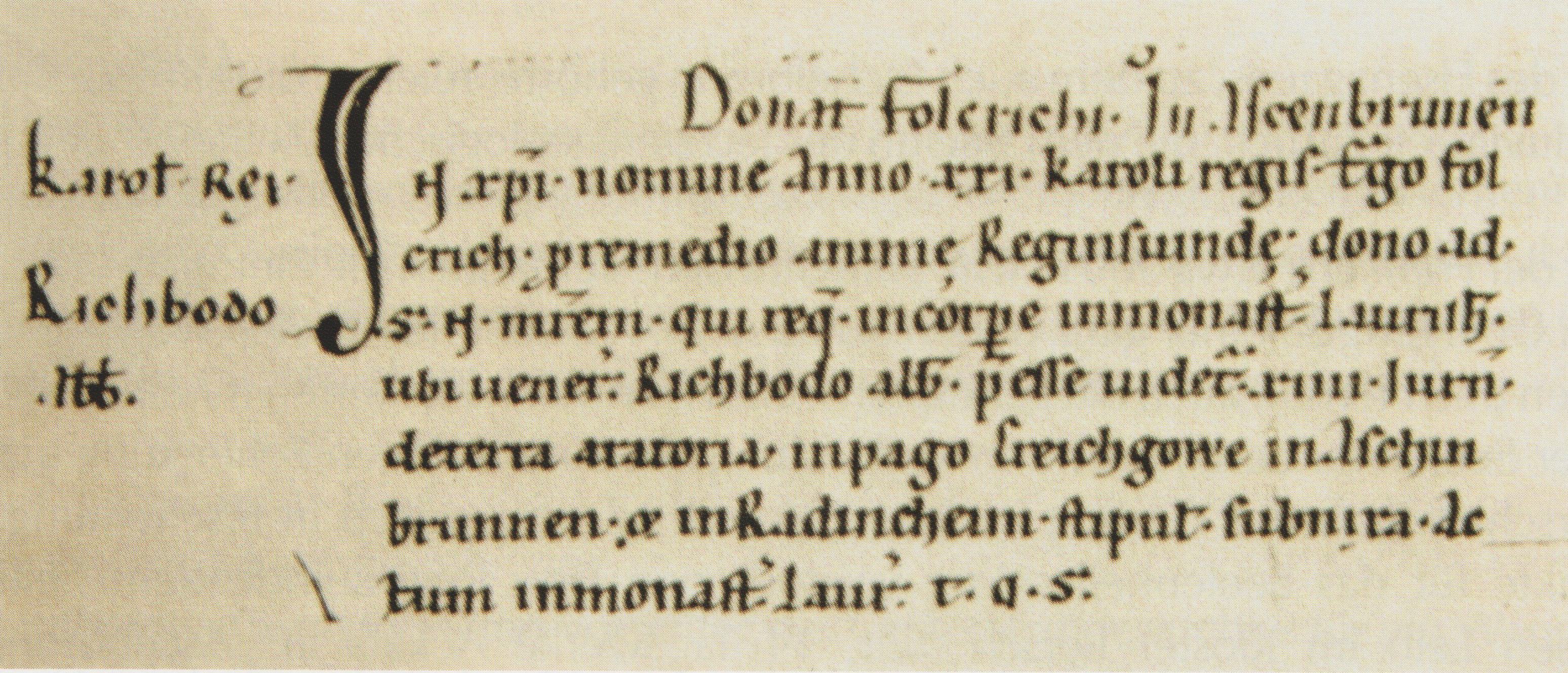
Eschelbronn wird erstmals urkundlich erwähnt.

- 788/789: Eschelbronn wird erstmals in einer 14 Tagewerke (47.726 Quadratmeter) umfassenden Schenkungsurkunde des Lehnsherren Folkrich erwähnt, die im Kloster Lorsch, kurz nach dem Tod dessen Frau Regisvinde gezeichnet wurde und im Lorscher Codex zu finden ist.

## 13. Jahrhundert
- 1220: Die hölzerne Wasserburg Eschelbronn wird errichtet.[1]
- 1251: Heinrich von Eschelbrunnen, der Gefolgsmann von Konrad von Düren, ist laut einer Urkunde Ortsherr von Eschelbronn.[2]
- um 1290: Eschelbronn gelangt in den Besitz des Bischofs aus dem Bistum Speyer.

## 14. Jahrhundert
- 1322: Ein Brand zerstört das Anwesen am heutigen Schlossplatz.
- 1322/25 bis 1375 wird eine aufwendigere Holzburg mit zwei Eingängen errichtet.
- 1336: Die Adeligen Conradus, genannt Mutger und Friedericus, genannt Hettekeim (Friedrich von Hettingen), der die Wasserburg Eschelbronn bewohnte, erhalten bis 1363 Anteile an dem Eschelbronner Lehen.[3][4]
- 1338: Esschelbrunne wird als Ortsname dokumentiert.
- 1339: Das Hochstift Speyer überlässt dem Ritter Johann von Hirschhorn bis 1363 einen Teil der Vogtei Eschelbronn als Lehen.[3][4]
- 1340: Conrad von Etzperg, genannt von Hehenriet, erhält Anteile an dem Eschelbronner Lehen.[3][4]
- 1349: Eschelpruenne wird als Ortsname dokumentiert.
- Um 1350: Eberhard von Venningen soll einen Eschelbronner Familienzweig der Herren von Venningen gegründet haben.[4]
- 1388: Eschelbronnen wird als Ortsname dokumentiert.
- 1375: die Wasserburg wird in eine Burg aus Stein umgebaut.

## 15. Jahrhundert

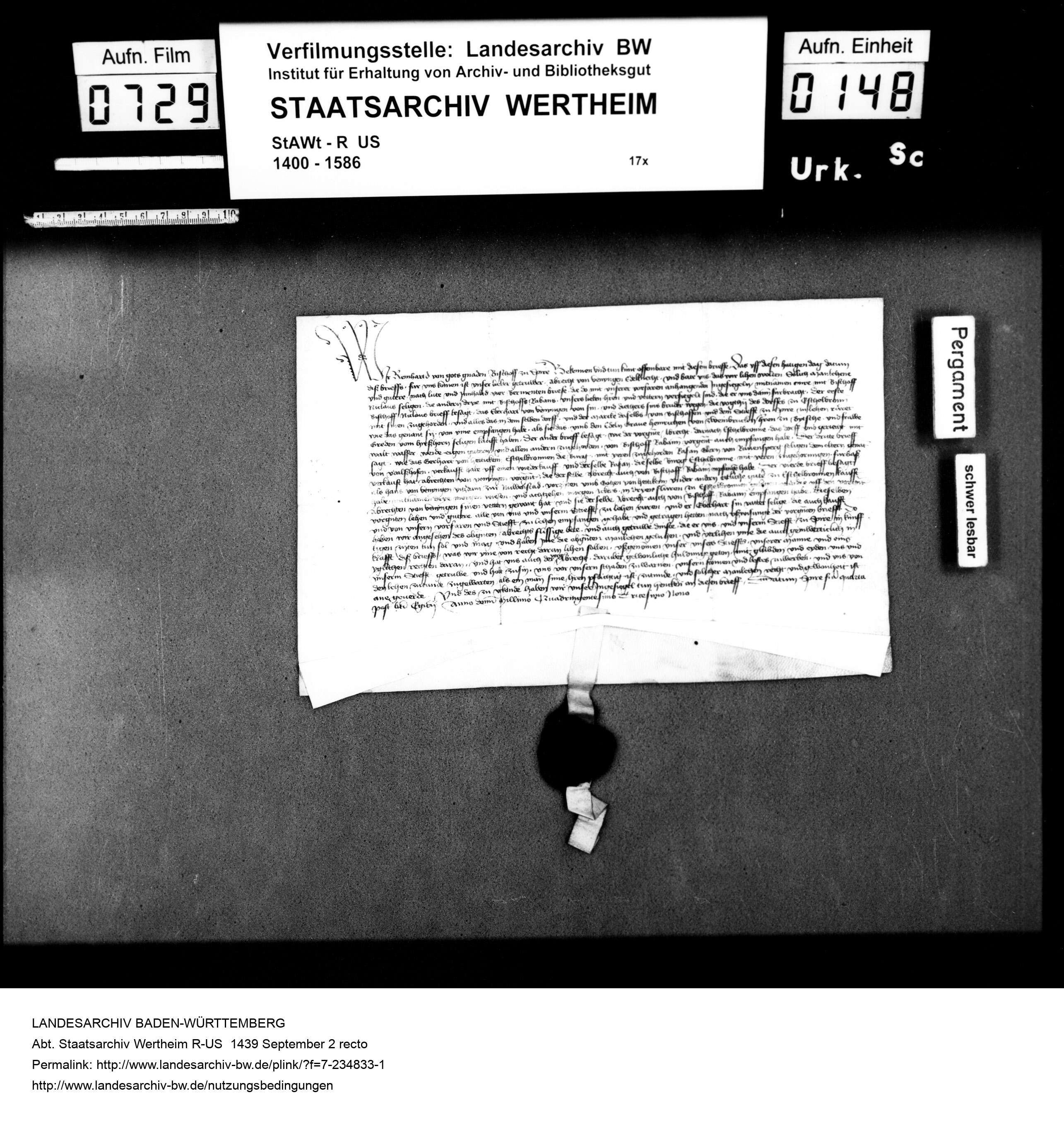
Urkunde mit der Reinhard von Helmstatt Abrecht von Venningen belehnt

- 1418: Friedrich von Hettingen Hettingen verkaufte seinen Anteil des Eschelbronner Lehnguts an Rafan von Göler.[3]
- 1418: Die Eschelbronner Burg wird von Rafan von Göler für 1.600 Gulden an den Eschelbronner Ortsherren Albrecht d. Ä. von Venningen verkauft.
- 1439: Reinhard von Helmstatt belehnt Abrecht von Venningen mit den Stiftsgütern zu Eschelbronn.
- 1461: Albrecht von Venningen, der gleichnamige Sohn des bisherigen Ortsherrn, bekommt nach dem Tod des Vaters das Lehen von dem Bischof Johannes II. Nix von Hoheneck übertragen.

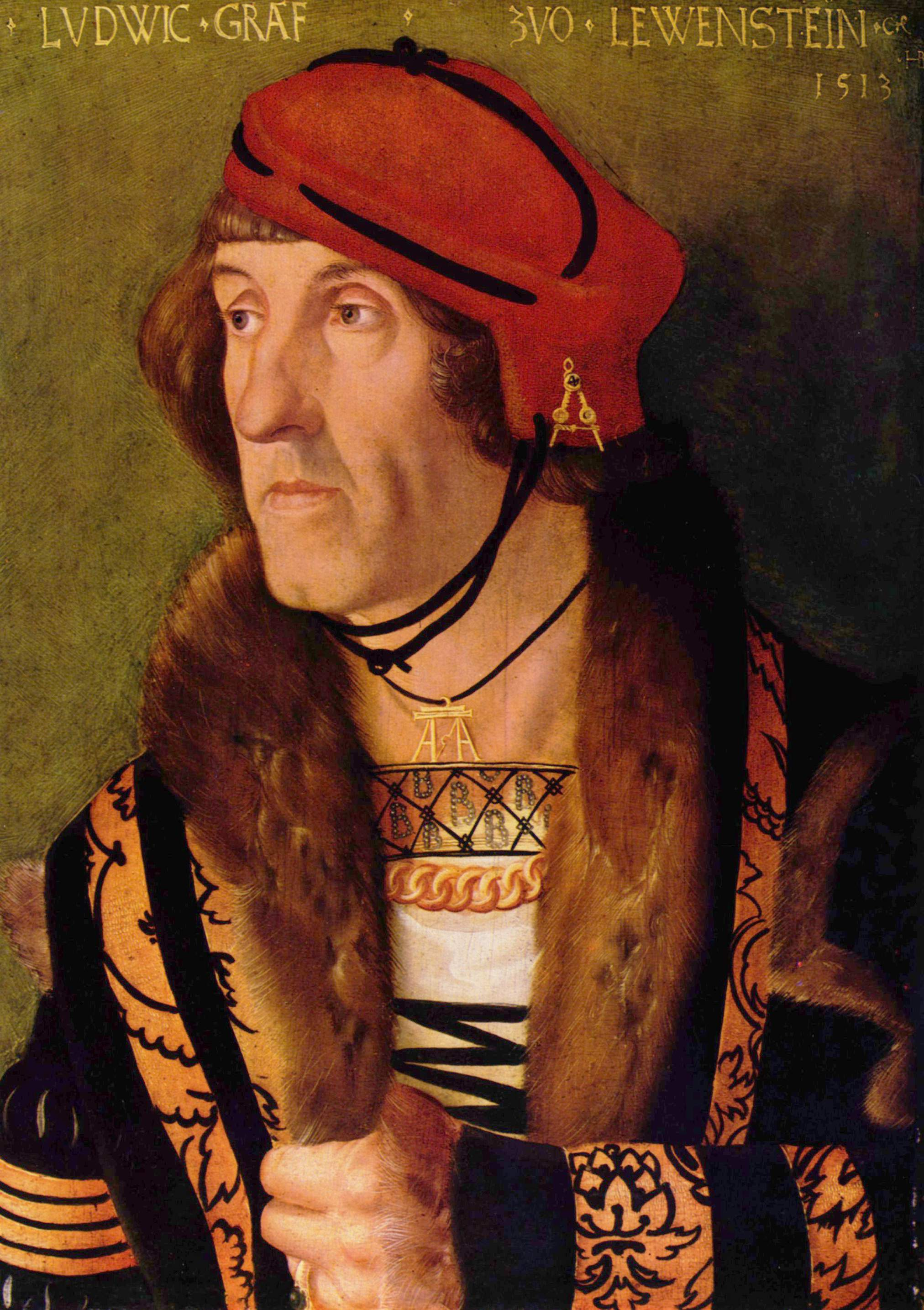
Graf Ludwig I. von Löwenstein kauft das Eschelbronner Lehen 1485

- 1485: Albrecht von Venningen verkauft das Lehen an Ludwig I. von Löwenstein, den Sohn des Kurfürsten Friedrich des Siegreichen und Begründer des Hauses Löwenstein-Wertheim.[5]
- 1496: Eschelbron wird als Ortsname dokumentiert.
- 1496: Eine Kapelle im Gewann Kirchwiesen wird erwähnt.[6]

## 16. Jahrhundert
- 1521: Ludwig I. von Löwenstein verkauft das Lehen „mit Burg, Dorf, Vogtei und Weiler Eschelbronn“ an den Grafen Joachim von Seckendorff.[5]
- 1526: Ortsherr Joachim von Seckendorff stirbt. Das Erbe geht an seinen gleichnamig Sohn.[4]
- Die gesamte Bevölkerung wird durch den Ortsherrn Joachim von Seckendorf lutherisch getauft.
- 1539: Eschelbrunn wird als Ortsname dokumentiert.
- 1550: Eschelpron wird als Ortsname dokumentiert.
- 1555: Eschelbronn wird von Christoph von Seckendorf geerbt.
- 1564: Endriß Weber wird Schultheiß.
- 1568: In der „Eschelbronner Gastwirtschaft“ werden bei einer Schlägerei bei der vier Personen involviert sind, einem der Beteiligten schwere Verletzungen zugefügt. Die drei anderen Personen erhalten eine Freiheitsstrafe im Turm der Feste Dilsberg.[7]
- 1575: Die Herren von Seckendorf und von Bauz lassen eine lutherische Kirche erbauen.[6]
- Mit Johannes Meyer kann erstmals ein lutherischer Pfarrer im Ort nachgewiesen werden.[8]
- 1584: Helena von Seckendorff heiratet Johann Friedrich von Eltz,[9] wodurch Erbschaftsansprüche an die Familie von Eltz entstehen.
- 1595: Endriß Leibfriedt wird Schultheiß.

## 17. Jahrhundert
- 1613: Der Theologe Georg Liebler wechselt als Gemeindepfarrer von Neckarbischofsheim nach Eschelbronn.[10]

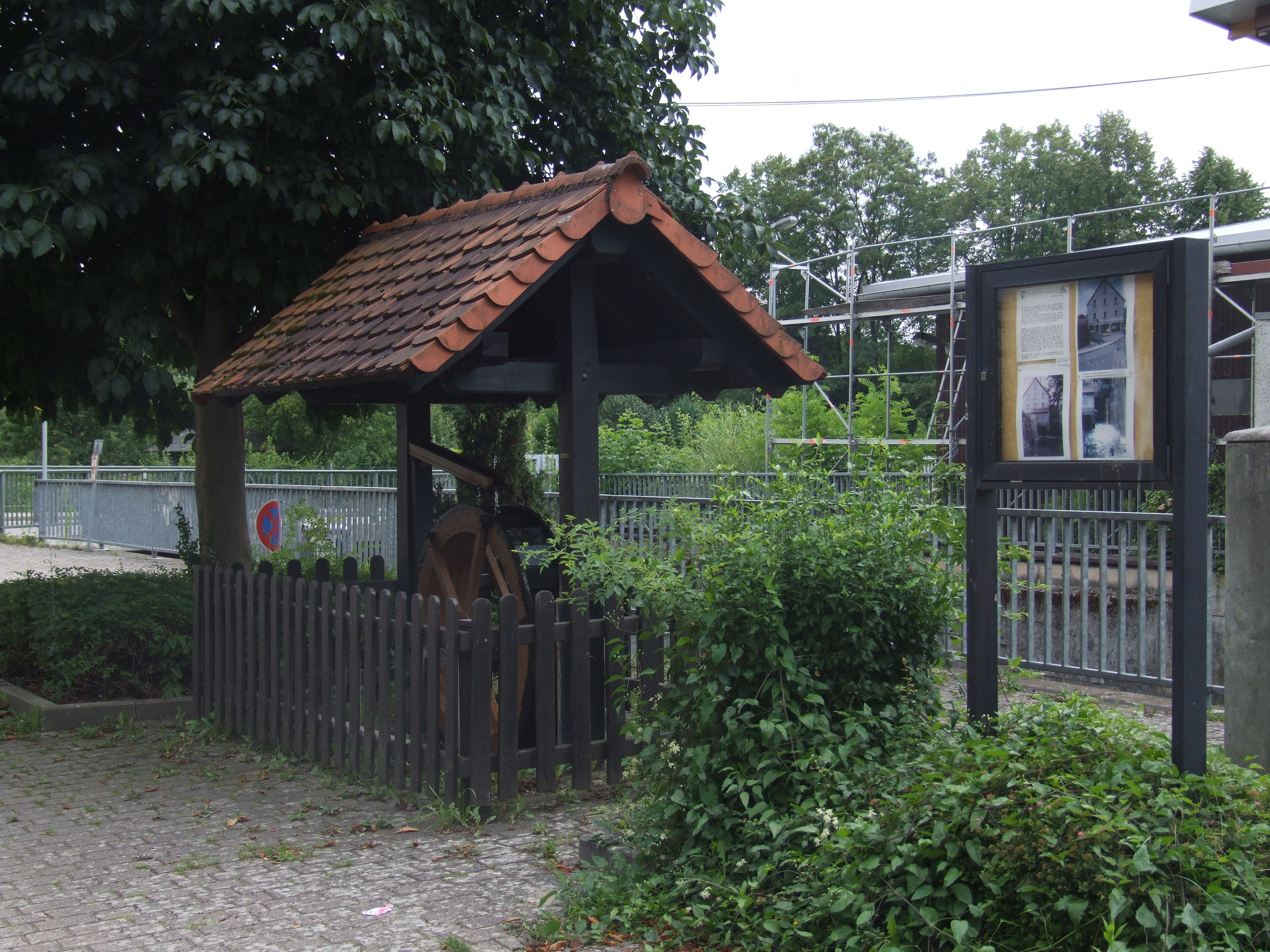
An die Ziegler'sche Mühle erinnert heute ein Wasserrad mit Erinnerungstafel

- 1619: Die Dorfbewohner rebellieren und verweigerten die Ausbesserungsarbeit an dem den Burghof umgrenzenden Zaun und die Pflege des Gartens.
- 1630: Das heute älteste erhaltene Haus wird in der Oberstraße erbaut.
- 1634: Endriß Leibfriedt, vermutlich der Sohn seines Vorgängers, wird Schultheiß
- 1646: Conrad Leibfried wird Bürgermeister.
- 1661: Anna Regina von Eltz wird zusammen mit ihrem Bruder Jokob Friedrich, sowie deren Tanten, darunter auch Anna Margaretha Cappler von Oedheim, gemeinsam das Lehensrecht übertragen.[4]
- 1667: Die Ortsherrschaft von Eltz beruft Johann Gottlieb Widmann als Pfarrer der Gemeinde.[10]
- 1682: Andreas Wetzel wird Bürgermeister.
- 1686: Die Ziegler’sche Mühle wird erbaut.
- 1688: Nach einem Erbstreit geht der Ort an die Herren von der Fels über.[4]
- 28. Februar 1692: Der spätere Gründer der ersten lutherischen Kirche in Germantown Antonius Jacobus Henckel übernimmt die Pfarrei.
- 1696: Johann Anton von der Fels beruft den evangelisch-lutherischen Pfarrer Josua Harrsch zum Vikar von Eschelbronn.[11]

## 18. Jahrhundert

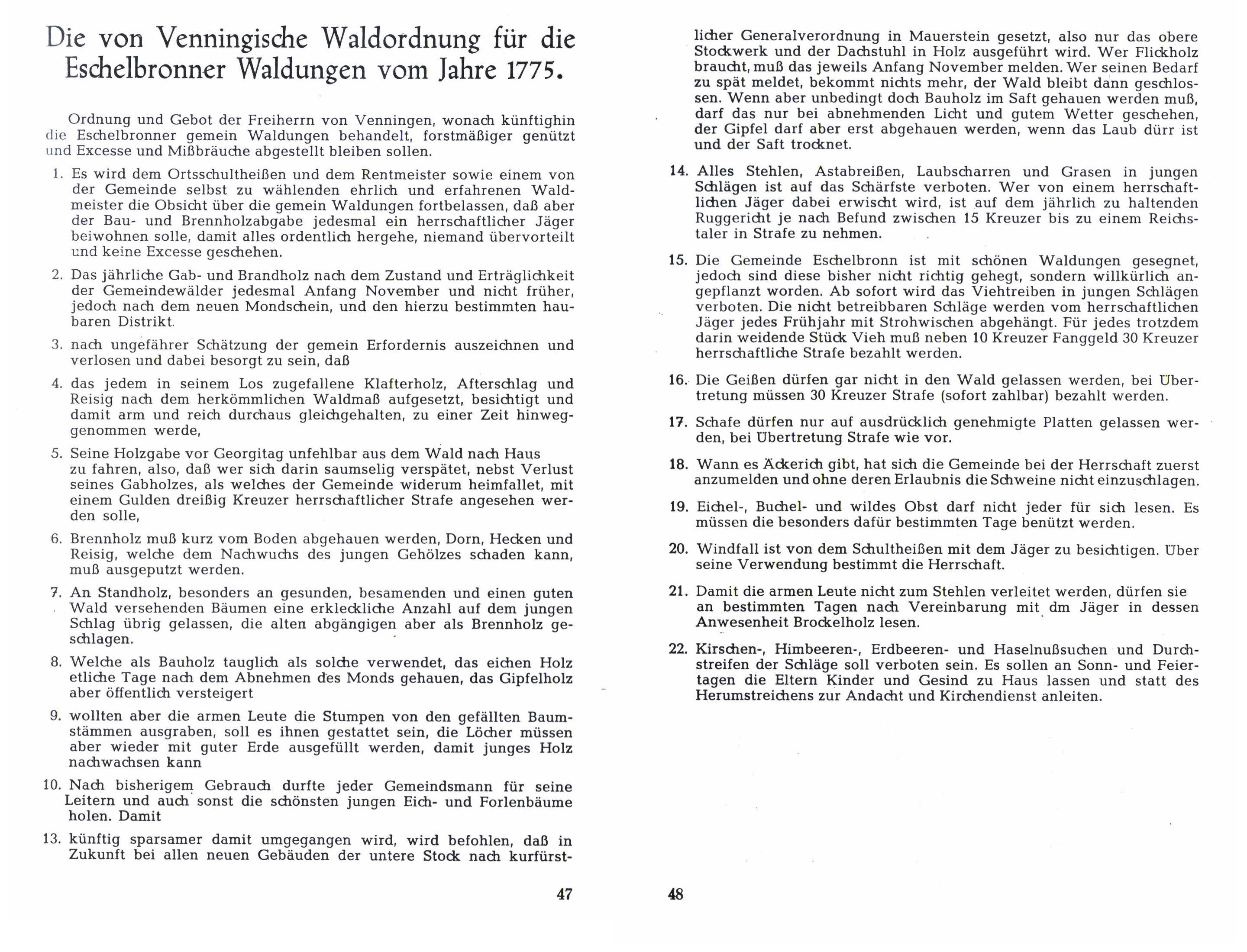
Eschelbronner Waldordnung von 1775

- 1703: Der Steg, an dem sich die Sage um die „Eschelbronner Stegstrecker“ ereignet haben soll, wird angeblich gelegt.[12]
- 1717: Die erste Volksschule wird erstmals urkundlich bescheinigt.
- 1717: Christian Hofrichter wird Bürgermeister.
- 1734: Eberhard Dietrich Capler von Oedheim versucht erneut erfolglos Lehensansprüche für die Familie Capler von Oedheim geltend zu machen.[4]
- November 1736: Das Lehen von Bischof Damian Hugo Philipp von Schönborn-Buchheim an seinen Bruder Rudolf Franz Erwein von Schönborn übergeben.[4]
- 1738: Joh. Fr. Wolf wird Bürgermeister.[13]
- 9. September 1750: Der Glockengießer Johann Paulus Strobel aus Speyer gießt zwei Glocken für die evangelisch-lutherische Kirche in Eschelbronn.[14]
- 1747: Christian Friedrich Glock wird von dem Ortsherren Franz Erwin von Schönborn als Pfarrer in der lutherisch-evangelischen Kirche eingesetzt.[10]
- 1751: Johann Michael Maurer wird Bürgermeister.
- 28. September 1751: Nach einem weiteren Erbstreit wird Eberhard Dietrich Capler von Oedheim, genannt Bautz neuer Ortsherr.[4]
- 1752: Andreas Heilmann wird Bürgermeister.
- 1752: Erste belegbare Verwendung eines Gemeindesiegels[15]
- 1756: Johann Michel Maurer wird Bürgermeister.[13]
- 1759: Dietrich Capler verkauft Eschelbronn für 28.000 Gulden an den neuen Vogtsherrn Carl Philipp von Venningen.
- 13. März 1760: Carl Philipp von Venningen bekommt von Bischof Franz Christoph von Hutten zum Stolzenberg offiziell das Lehen übertragen.[4]
- 1753: Nach Protesten der Bevölkerung gegen die Frondienste liefert von Venningen die vier Anführer der Aufstände im Mannheimer Zuchthaus ein und quartiert ein Strafkommando von zwölf Dragonern und einem Unteroffizier im Ort ein.[11]
- 1765: Johann Georg Doll wird Bürgermeister.
- 1765: Ein Frondienstvergleichsvertrag zur Verbesserung der Lebensbedingungen von Bauern und Tagelöhnern wird abgeschlossen.[11]
- 1774: Conrad Braun wird Bürgermeister.
- 1774: Carl Wilhelm Glock übernimmt die Pfarrei von seinem Vater Christian Friedrich nach dessen Tod.[10]
- 1775: Eine Glocke der lutherisch-evangelischen Kirche bekommt einen Sprung und wird von Anselm Franz Speck aus Heidelberg neu gegossen.[6]
- 1775: Die Eschelbronner Waldordnung wird erlassen.

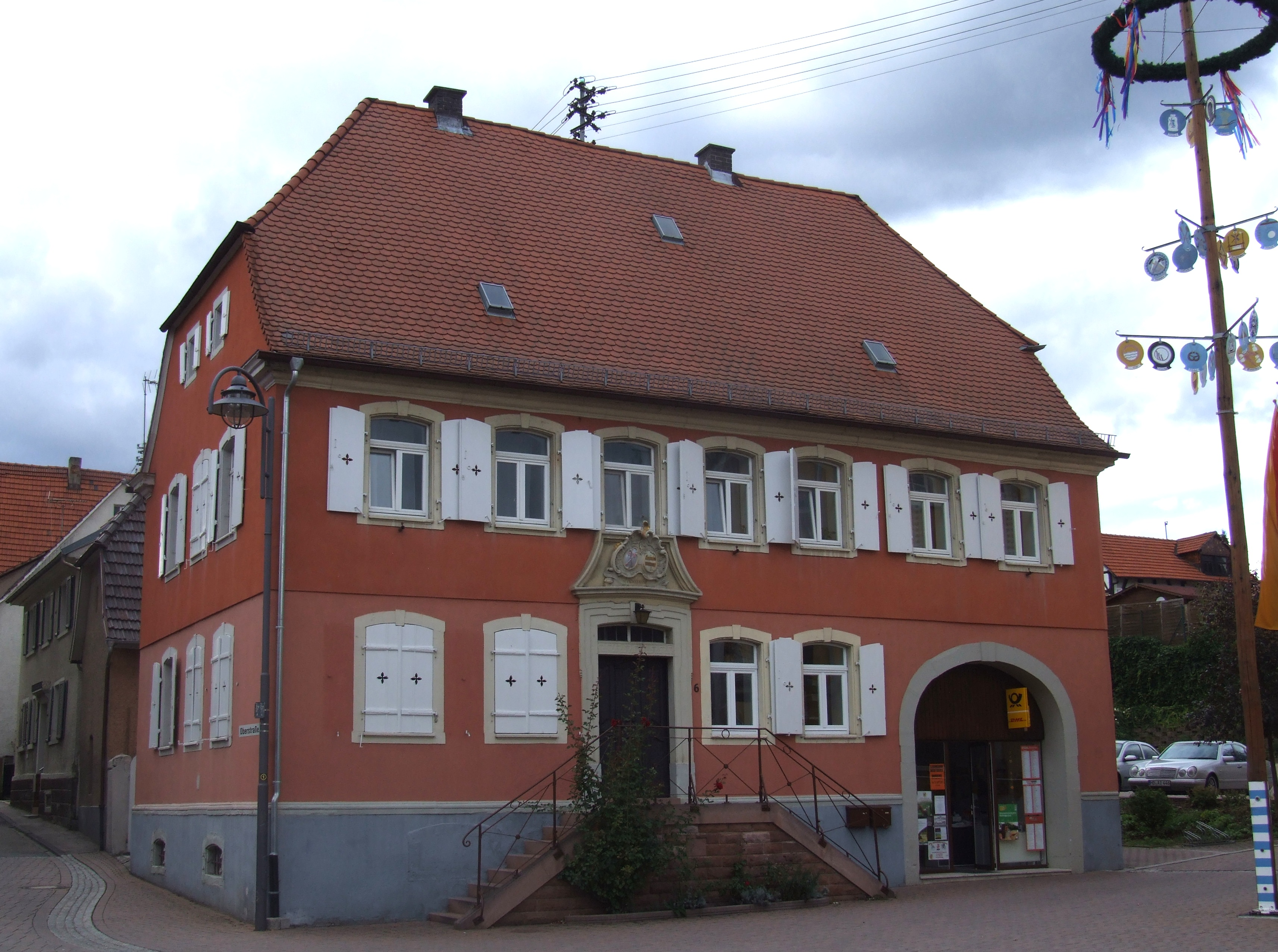
Das Alte Pfarrhaus wird 1783 erbaut.

- 1783: Das heute denkmalgeschützte Alte Pfarrhaus wird erbaut.
- 1783: Um in Rive-de-Gier als Bergmann tätig zu werden, verlässt der Zimmergeselle Josef Scholl Eschelbronn als erster dokumentierte Auswanderer im Rahmen einer folgenden größeren Auswanderungswelle.
- 20. Oktober 1789: Der spätere Unteroffizier Andreas Dinkel wird geboren.
- 1790: Johannes Grab wird Bürgermeister.
- 1792: Der Weber Johann Georg Huber wandert nach Bethel in Nordamerika aus.

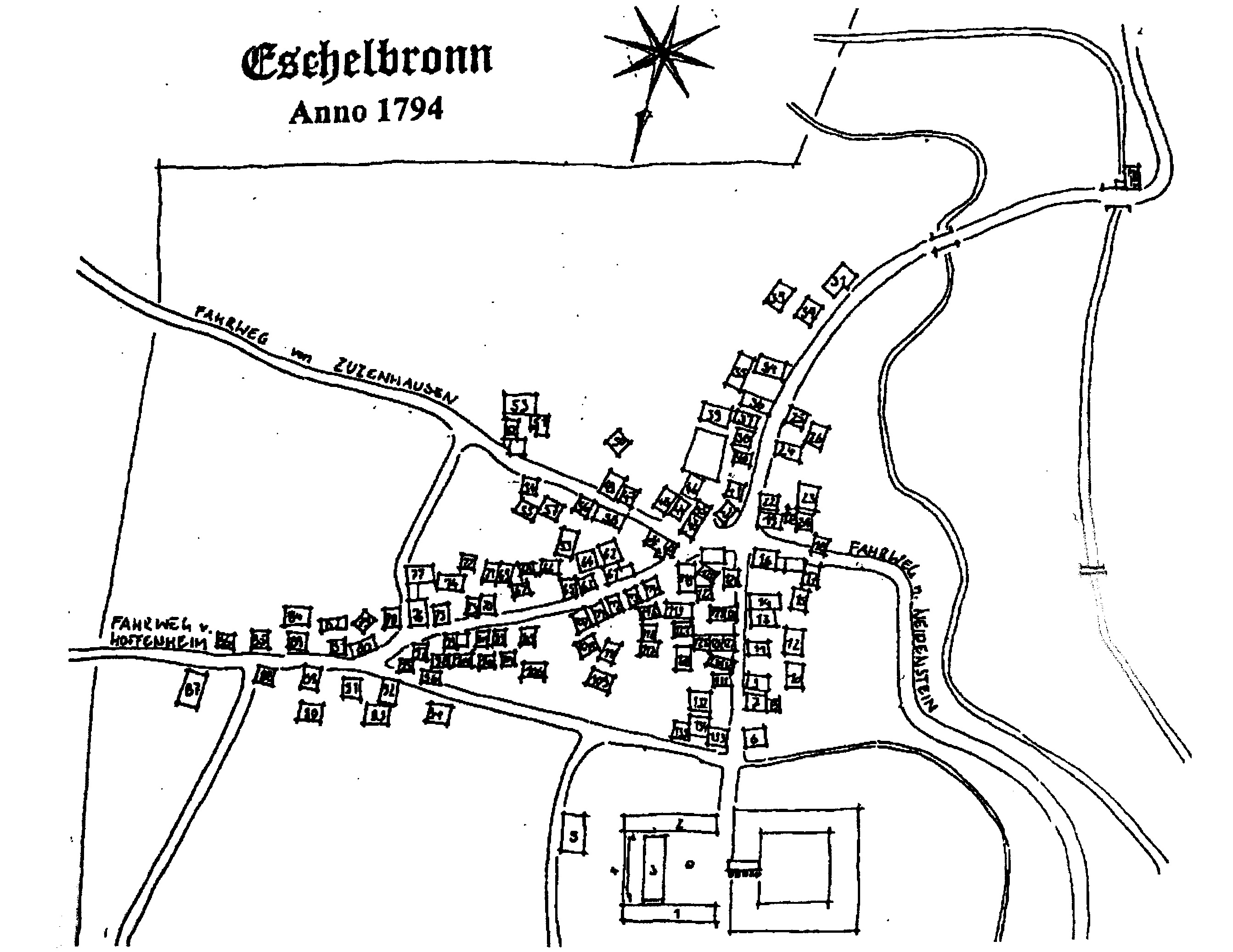
Der historische Ortskern im Jahr 1794

- 1794: Ein Ortsplan mit detaillierten Grundstücksangaben und einem Anwohnerverzeichnis wird erstellt.
- 27. August 1797: Der Ortsherr Carl Philipp von Venningen stirbt.

## 19. Jahrhundert
- 26. Februar 1800: 78 Bürger richten eine Eingabe an Freifrau Henriette von Venningen mit der Bitte die mittlerweile marode 1575 durch die Herren von Seckendorf und von Bauz erbaute lutherische Kirche durch einen Neubau zu ersetzen.[16]
- 1801: Balthasar Doll (Sohn von Johann Georg Doll) wird Bürgermeister.
- 16. April 1801: Von dem Bauinspektor Köster wird die Baufälligkeit des alten Kirchengebäudes bestätigt.
- 1802: Georg Reichert wird Bürgermeister.
- 25. Februar 1802: Mit dem Reichsdeputationshauptschluss verlieren die Herren von Venningen und das Bistum Speyer ihre Unabhängigkeit.
- 1803: Unter Napoleon wird Eschelbronn Baden zugewiesen und geht somit an den Großherzog Markgraf von Baden über.
- 19. November 1803: Gottlieb Karl Theophil Frank übernimmt die Pfarrei von seinem Schwiegervater Glock.[17]
- 1807: Die Gemeinde wird dem Oberamt Waibstadt zugehörig.
- 1807: Die alte lutherische Kirche wird auf Grund ihres maroden Zustandes abgerissen.
- 3. Februar 1808: Das Hofgericht gibt Freifrau Henriette von Venningen die Bauschuldigkeit für ein neues Kirchengebäude.
- 1. September 1808: Die Revision der Freifrau Henriette von Venningen gegen die Bauschuldigkeit wird abgelehnt.
- 1809: Martin Hahn wird Bürgermeister.
- 1809: Mehrere Bürger wandern nach Russland aus da ihnen von Kaiser Alexander I. Land und finanzielle Unterstützung angeboten wird.

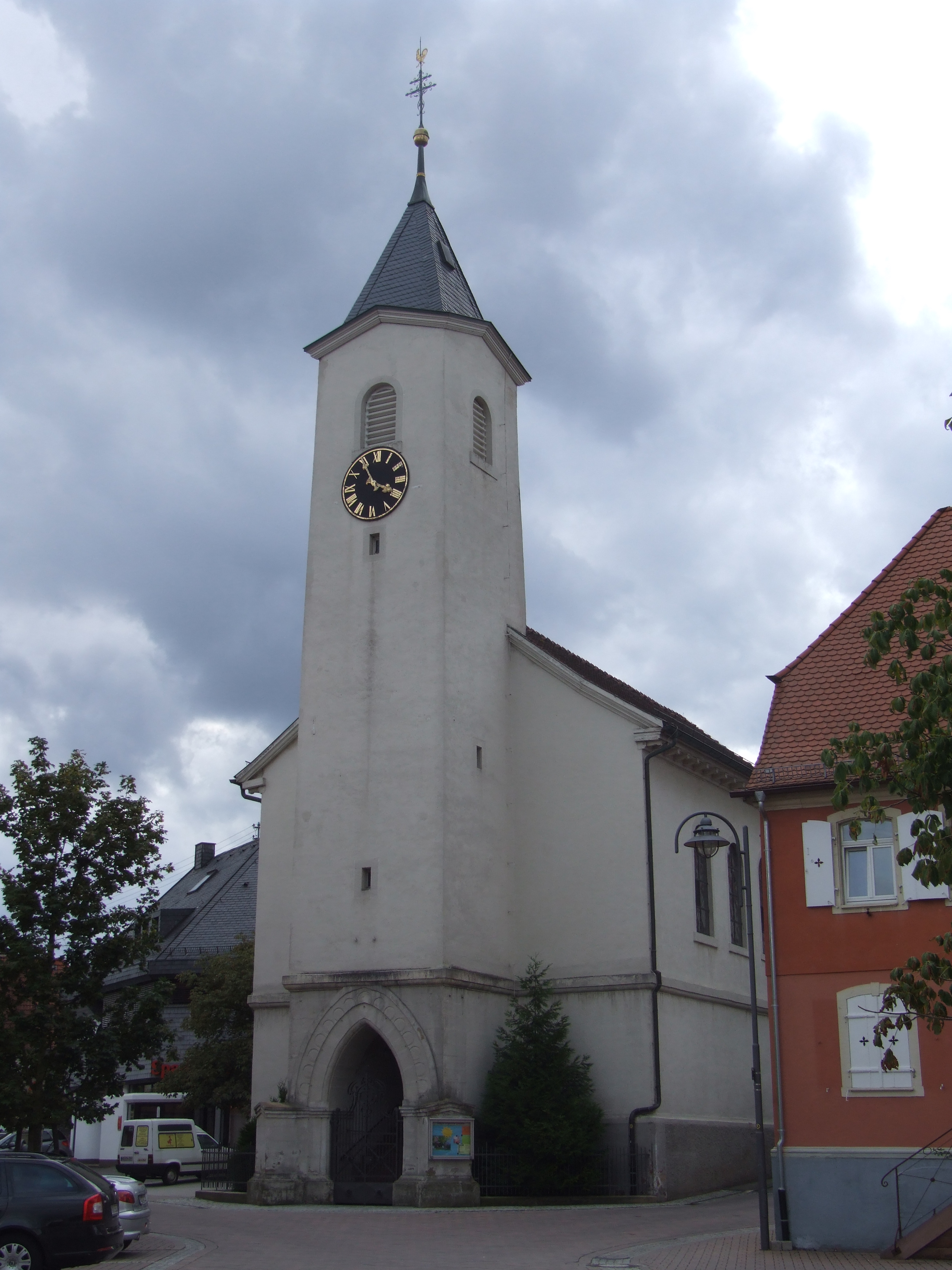
Die Evangelische Kirche von 1811

- 1811: Die Evangelische Kirche wird erbaut.
- 1813: Die Gemeinde wird dem Bezirksamt Sinsheim zugewiesen.[18]
- 1815: Johann Daniel Streib wird Vogt.
- 1817: Für die evangelische Kirche wird eine neue Glocke von Lucas Speck aus Heidelberg bezogen.[6]
- 1833: Die acht Zentner schwere Glocke der evangelischen Kirche wird von dem Glockengießer Ludwig Neubert in Ludwigsburg umgegossen.[6]
- 1834: Laule wird Bürgermeister.
- 1836: Reichert wird Bürgermeister.
- 1838: Peter Grab wird Bürgermeister.
- 1838: Das Eschelbronner Rathaus wird erbaut.
- 11. April 1847: 170 mittellose Menschen wandern mit einem Zuschuss der Gemeinde von 10.000 Gulden für die Fahrtkosten ab, damit diese den Ort gemäß dem Armenrecht nicht weiter finanziell belasteten. Darunter befinden sich auch unerwünschte Bürger wie Diebe und Mütter unehelicher Kinder.[19]
- 1848: Christoph Doll wird Bürgermeister.
- 1852: Die Gemeinde zählt 871 Einwohner.
- August 1852: Das Erblehen der Schuhmannsmühle wird aufgehoben.
- 18. August 1856: Eine evangelische „Kinderbewahranstalt“ wird als Schule für Kleinkinder gegründet.

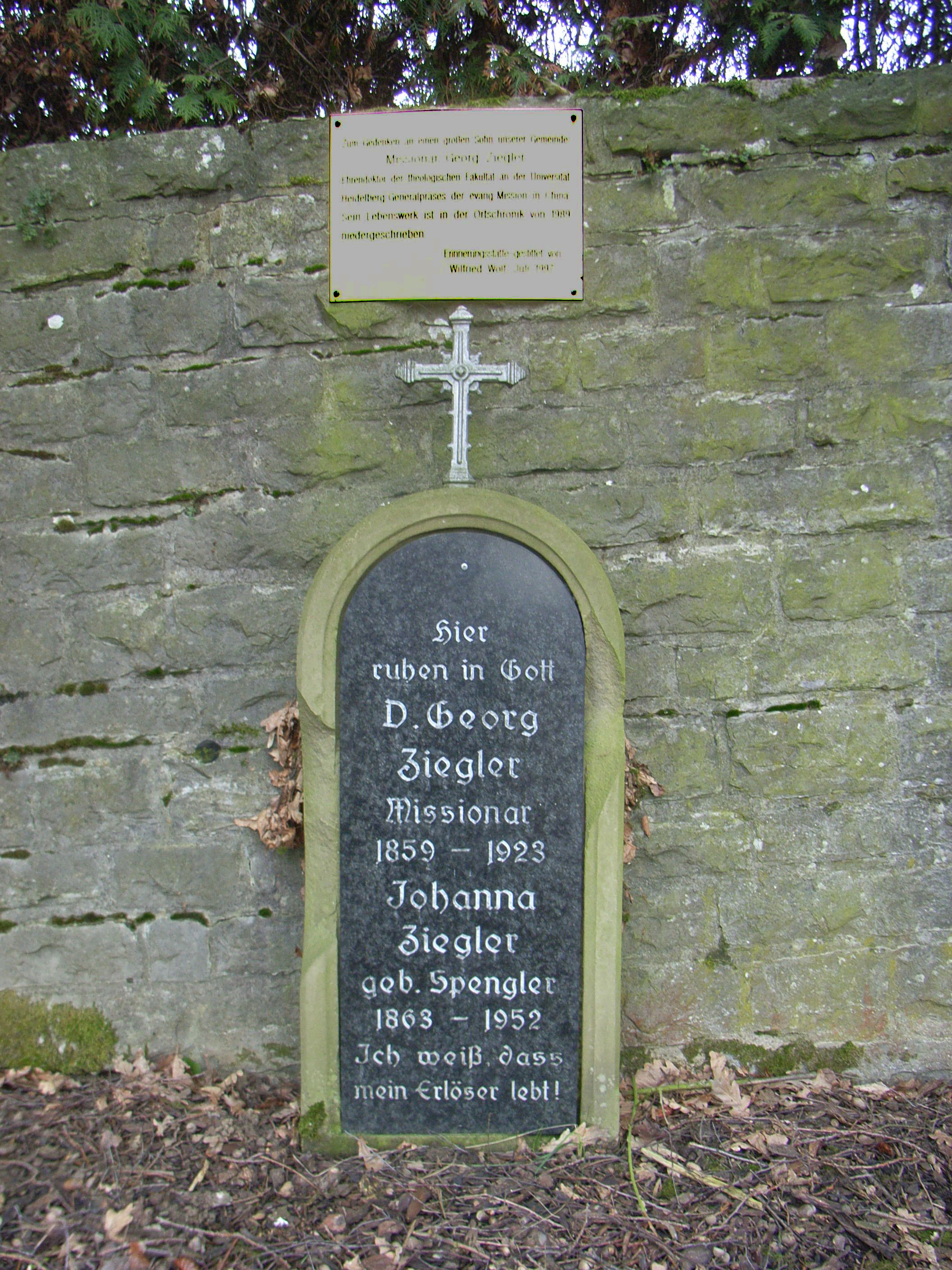
Grabstein mit Gedenktafel für Georg Ziegler

- 1857: Nachdem die Familie Venningen ihren Wohnsitz in das familieneigene Schloss Eichtersheim verlegt, wird das Schloss Eschelbronn über mehrere Generationen an die Familie Streib verpachtet.
- 29. Juni 1859: Der Missionar Georg Ziegler wird geboren.
- 1860: Die Feuerpolizei wird aufgestellt.
- 1861: Erste Pläne zum Bau der direkten Verbindungsstraße von Eschelbronn zur Nachbargemeinde Meckesheim entstehen.
- 1861: Am Südwesthang des Steinbruch Kallenberg beginnt der Abbau von Muschelkalk zum Bau der Eisenbahnlinie der Odenwaldbahn.
- 1862: Hochwasser verursacht zahlreiche Schäden
- 1862: Eschelbronn wird an die Badischen Odenwaldbahn angebunden.
- 1863: Die fünf Zentner schwere Glocke der evangelischen Kirche wird von dem Glockengießer Ludwig Neubert in Ludwigsburg umgegossen.[6]
- 1886: Auf dem Marktplatz wird das Kriegerdenkmal errichtet.[20]
- Um 1868[21] oder 1870:[22] Der Schreinergeselle Georg Adam Kaiser lernt auf den Wanderjahren in Lahr den aus Lanterswil stammenden Schweizer Johannes Reimann kennen, der ihm die Technik des Furnierens bekannt macht.
- um 1870: Johannes Reimann zieht nach Beendigung der Wanderjahre mit Georg Adam Kaiser nach Eschelbronn und führt dort das Furnier-Verfahren ein.
- 14. Dezember 1871: Die Gemeinde reicht zusammen mit mehreren Nachbargemeinden eine Eingabe beim Bezirksamt Sinsheim zum Bau einer Verbindungsstraße nach Meckesheim ein.
- 1873: Die Gemeinde zählt 1024 Einwohner.
- 1877: Georg Michael Dinkel wird Bürgermeister.

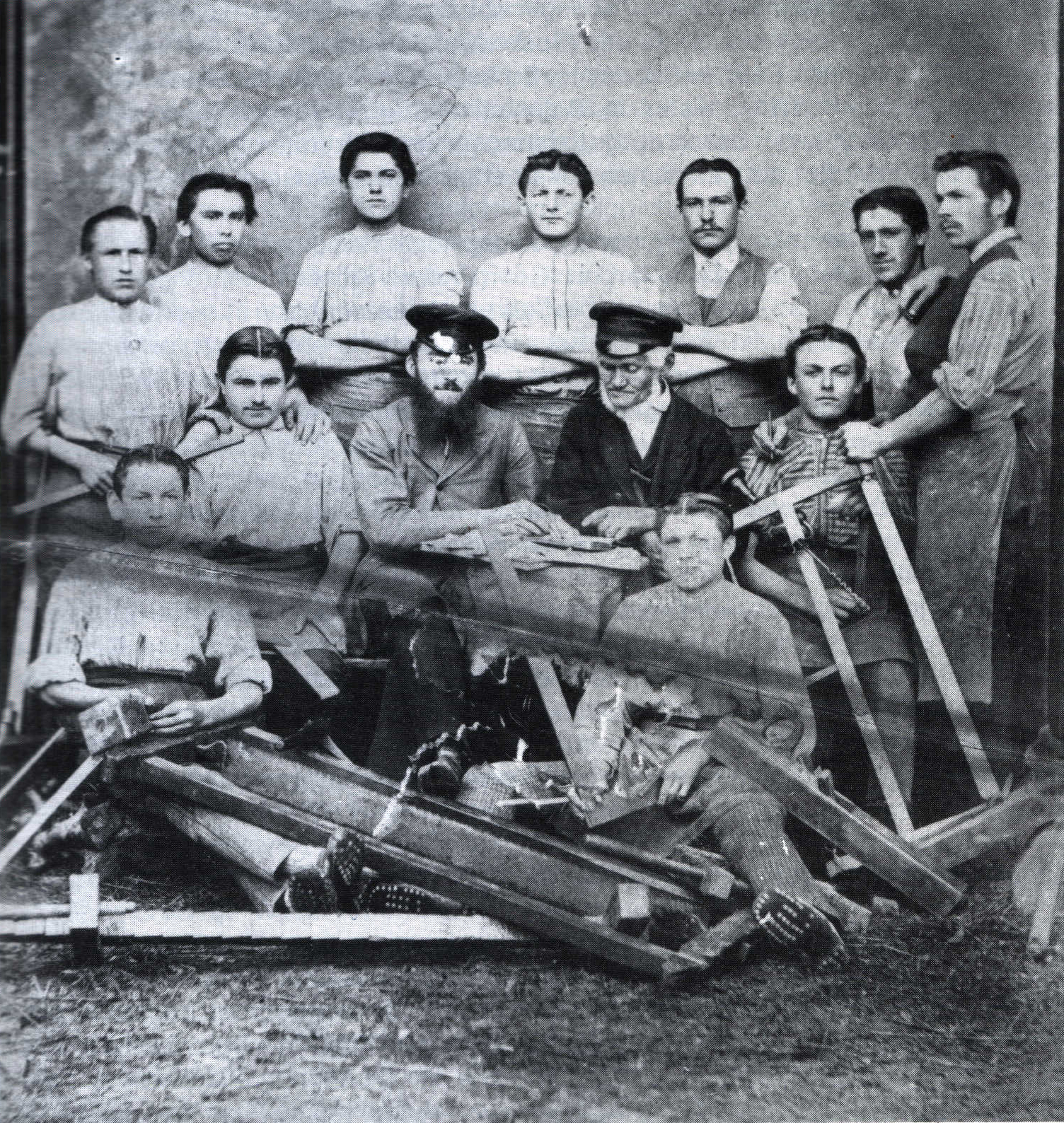
Die Schreinerei Adam Kaiser mit Gesellen (1882)

- 1882: Die Schreinerei Kaiser bildet zwölf Gesellen aus, welche sich größtenteils später ebenfalls als Lehrbetriebe selbstständig machen.
- 1876: Der Bahnhof mit dem später abgerissenen historischen Bahnhofsgebäude wird gebaut.
- 1880: Mit dem Bau eines Kanals von dem Schloßsee zur Schwarzbach wird begonnen.
- 5. Juli 1880: Der Darlehenskassenverein Eschelbronn wird gegründet.[23]
- 23. Juni 1886: Der Gesangsverein „Lyra“ wird als reiner Männergesangsverein aus dem Militärverein heraus gegründet.[24]
- 7. Dezember 1888: Eschelbronn tritt der Schwarzbachfischereigenossenschaft mit Sitz in Waibstadt bei, deren Ziel darin besteht den Fischbestands im Schwarzbach zu optimieren.[25]
- 1889: Johann Georg Braun wird Bürgermeister.
- 1890: Der Darlehenskassenverein Eschelbronn wird umbenannt in Ländlicher Kreditverein Eschelbronn e.G.m.u.H.[23]
- 1891: Ein erneutes Hochwasser verursacht zahlreiche Schäden
- 1893: In der Neugasse Ecke Siedlerstraße wird erstmals ein Kindergarten erbaut.
- Mai 1899: Der Mühlenbesitzer Karl Ziegler gründet den Evangelischen Posaunenchor.

## 20. Jahrhundert
- 1900: Der Kindergarten wird fortan von dem Kleinkinderschulverein verwaltet.
- 11. Juli 1902: Ein Vertragsabschluss regelt die Stromversorgung über das Elektrizitätswerk Bammental.
- 1902: Der Turnverein und ein Radfahrverein werden gegründet.
- 2. Dezember 1906: Nach Renovierungsarbeiten wird die Evangelische Kirche neu eingeweiht.[26]
- 1911: Die Alte Schule wird erbaut.
- 1914: Johann Adam Dinkel wird Bürgermeister.

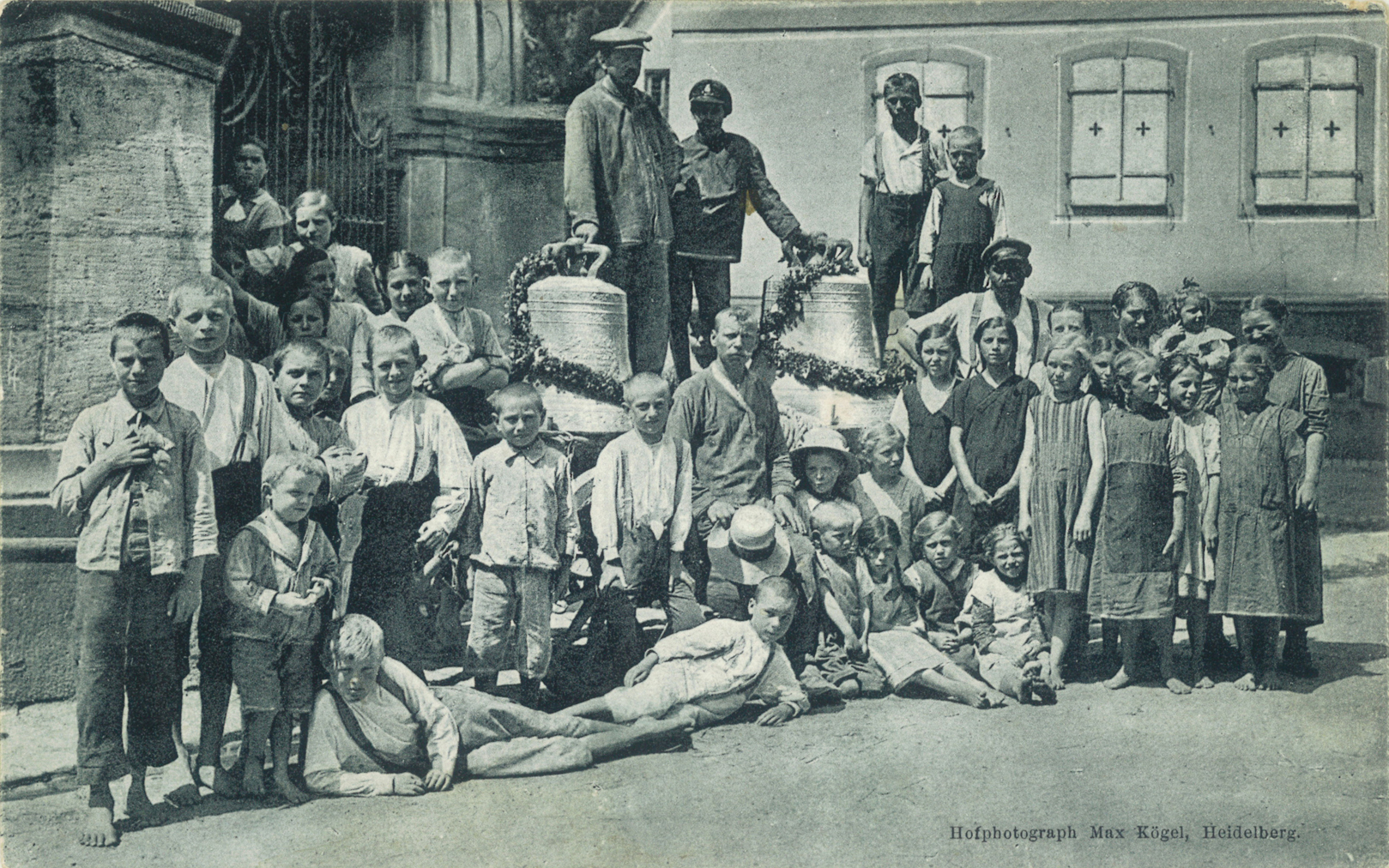
Die Glocken der evangelischen Kirche werden zur Einschmelzung für die Kriegsrüstung abgegeben.

- 1917: Die Glocken der Evangelischen Kirche aus den Jahren 1833 und 1863 müssen zur Einschmelzung für die Kriegsrüstung abgegeben werden.[27]
- 1918: Philipp Ernst übernimmt die Schreinerei von Kaiser und verlegt die Werkstatt in die Schulstraße. Bis 1960 wächst der Betrieb zum bedeutendsten Unternehmen der Gemeinde mit 200 Mitarbeitern.
- 1919: Der Turnverein wird nach dem Ersten Weltkrieg neu gegründet.
- 12. August 1920: Der FC Eschelbronn wird gegründet.
- 1921: Ein erneutes Hochwasser verursacht zahlreiche Schäden.
- 1921: In der Schloßstraße und der Bahnhofstraße wird ein Abwasserkanal gebaut.
- 1921: Die Glocke der evangelischen Kirche aus dem Jahr 1817 wird von der Gießerei Bachert aus Karlsruhe umgegossen. Zugleich werden drei neue Glocken erworben.[28]
- 13. September 1921: Die Glocken für die Kriegsrüstung eingeschmolzenen Glocken der Evangelischen Kirche werden wieder ersetzt.[29]
- 1925: Eschelbronn zählt 1.135 Einwohner und 54 Schreinereien.[22]
- 1927: Der Ländliche Kreditverein Eschelbronn e.G.m.u.H. wird umbenannt in Spar- und Darlehenskasse e.G.m.u.H.[23]
- 1. Juli 1928: Der Sportplatz Kallenberg wird auf einem von dem Zementwerk HD zur Verfügung gestellten Areal fertiggestellt.
- 1928/1929: Die ersten Wasserleitungen werden gelegt und der Ort mit einem Hochbehälter aus der Hetzenlochquelle mit Trinkwasser versorgt.[30]
- 1929: Wilhelm Stier beschafft Mercedes-Benz, Baujahr 1925, für 1200 Reichsmark, das als erstes gewerbsmäßig genutztes Taxi in Eschelbronn dient.[31]
- 1929–31: Weitere Wasserleitungen werden gelegt, um den Ort mit Trinkwasser zu versorgen.
- 1931: Georg Braun wird Bürgermeister.
- 1931: Das erste Möbeltransportfahrzeug wird angeschafft.[32]
- 1932: Mit einer Besetzung von 35 Mann wird die Freiwillige Feuerwehr gegründet.[33]
- 7. Mai 1934: Das Rentamt des Freiherrn von Venningen in Eichtersheim schließt mit der Gemeinde einen Vertrag der es ihr gestattet dessen private Abwasserkanäle zu nutzen.
- 1936: Mit wöchentlichen Kundenbesuchen nimmt die Sparkasse erstmals ihre Tätigkeit in Eschelbronn auf.[34]
- 1937: Die Siedlerstraße entsteht und wird an die öffentliche Wasserversorgung angeschlossen.[30]
- 1938: Die Gemeinde zählt 60 Schreinereien.
- 30. Juli 1938: Die Gemeinde wird schriftlich vom Bezirksamt Sinsheim aufgefordert das Kriegerdenkmal wegen angeblicher Gefährdung für den Straßenverkehr umzusetzen.[35]
- 10. November 1938: Im Rahmen der Novemberpogrome wird von der Eschelbronner Sturmabteilung unter Leitung des Obersturmbannführers und Waibstadter Bürgermeisters Eugen Laule die Synagoge in Neidenstein zerstört.[36]
- 28. Juni 1939: Der Evangelischen Posaunenchor wird aufgelöst.
- 1. September 1939: Zum Beginn des Zweiten Weltkriegs bricht die Hitlerjugend ihr Zeltlager im Kallenberg ab.[37]
- 1941: Die Alte Schule wird fortan bis Mitte der 1970er Jahre auch als Volks- und Schülerbad genutzt.
- 8. Januar 1942: Die beiden größten Glocken der evangelischen Kirche werden für die Rüstung im Zweiten Weltkrieg abgegeben.[28]
- 13. April 1943: Das Landratsamt Sinsheim genehmigt nach längeren Auseinandersetzungen mehrerer Parteien die Verpachtung des Schloss Eschelbronn an den ortsansässige Landwirt Georg Hauck, der zugleich dessen letzter Pächter vor dem Abriss wird.[38]
- 13. März 1945: Von den Alliierten wird ein Luftangriff auf den Bahnhof und einen dort stehenden Zug geflogen. Beim Anflug aus dem Westen zerstört eine vorzeitig abgeworfene Bombe das Haus in der Schulstraße 47.[39]
- 1945: Der Karlsruher Sprachlehrer Georg Armleder wird von der amerikanischen Besatzungsmacht als Bürgermeister eingesetzt.
- 1945: Adam Windisch wird Bürgermeister.
- 1945: Paul Schoch wird Bürgermeister.
- 24. November 1945: Der FC Eschelbronn wird nach Kriegsende erneut gegründet.
- 27. Januar 1946: Bei der ersten Gemeinderatswahl erhält die CDU mit 286 Stimmen drei Sitze, die SPD mit 230 Stimmen zwei Sitze und die KPD mit 115 Stimmen einen Sitz.[39]
- 1. Dezember 1946: Der evangelische Kirchenchor wird gegründet.
- 1947: Nach dem Zweiten Weltkrieg wird der Turnverein zum zweiten Mal neu gegründet.
- 1947: Die Ortsgruppe des Sozialverband VdK Deutschland nimmt ihre Arbeit auf.
- 19. September 1947: Der Evangelische Posaunenchor wird nach dem Zweiten Weltkrieg neu gegründet.
- 10. Oktober 1947: Der ausgebaute Fußballplatz wird eingeweiht.
- 1948: Der Schreiner Karl Ferch (SPD) gewinnt die erste freie Bürgermeisterwahl.[39]
- 1948: Der Kleinkinderschulverein wird aufgelöst.
- 25. April 1949: Der Gemeinderat beschließt eine monatliche von der Gemeinde finanzierte Müllabfuhr.
- 15. September 1949: Mit einem Festzug werden die neuen Glocken der Evangelischen Kirche eingeholt, nachdem die Vorgängermodelle für den Zweiten Weltkrieg eingeschmolzen wurden.[28]
- 27. März 1950: Großbrand bei der Möbelfabrik Philipp Ernst[40]
- 1950: Das Kriegerdenkmal wird nach einem Beschluss des Gemeinderats in die Bahnhofstraße 3 versetzt.
- 1950: Im Sommer installiert die Gemeinde eine Ortsrufanlage und bringt Lautsprecher an mehreren Gebäuden an.[41]
- 1952: Ein erneutes Hochwasser verursacht hohe Schäden.
- 1954: Der Verkehrsverein, später umbenannt in Heimat- und Verkehrsverein, wird gegründet.[42]

Flagge Eschelbronn

- 1. August 1954: Das Clubhaus des FC Eschelbronn wird eingeweiht.
- 13. November 1954: Mit Erlass des Regierungspräsidiums Nordbaden Nr. I/3a - 24517/54 wird Eschelbronn das Recht zur Führung einer Flagge verliehen.
- 1. März 1954: Philipp Dinkel wird Bürgermeister.
- 18. Mai 1954: Der Eschelbronner Gewerkschaftsbund wird gegründet.
- 1954: Eine Produktionsstätte des Klavier- und Flügelherstellers C. Bechstein wird eröffnet.
- 1954: Nach über 300 Jahren stellt die Ziegelei Maßholder ihren Betrieb ein.
- 1956: Im Heimatverein werden erste Pläne zur Eröffnung eines Heimatmuseums entwickelt, jedoch nicht umgesetzt.[42]
- 1956: Der Kirchweih-Umzug wird erstmals vom Heimat- und Verkehrsverein organisiert.
- 25. Mai 1956: Die Schuhmannsmühle wird für 73.500 DM von der Gemeinde Eschelbronn der Familie Schuhmann abgekauft.
- 1957: Der Heimat- und Verkehrsverein veröffentlicht die Ortschronik Eschelbronn – Deine Heimat.

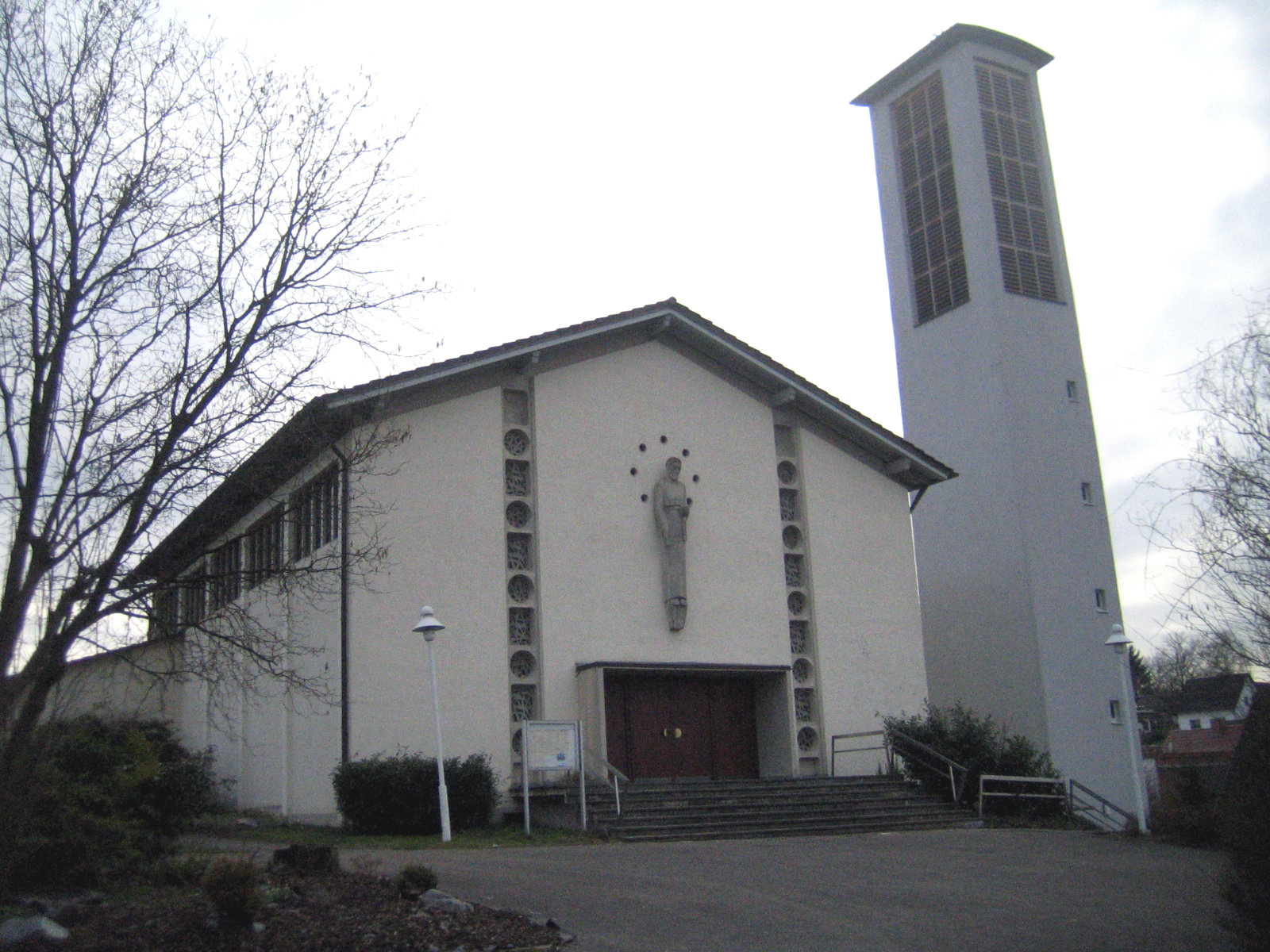
St. Josef aus dem Jahr 1957

- 1957: Unter Beteiligung des örtlichen Pfarrers August Breuning erwirbt die katholische Kirchengemeinde einen Baugrund von dem Freiherrn von Venningen zum Bau der St.-Josef-Kirche.
- 8. Februar 1957: Der Bau der Kirche wird nach einer Anweisung des Ordinariats in Auftrag gegeben.
- Mai 1957: Unter Initiative des Bürgermeisters Philipp Dinkel wird die Siedlergemeinschaft Eschelbronn als Interessengemeinschaft von Eigenheim- und Bauplatzbesitzern aus dem Baugebiet Im Grund gegründet.
- Juni 1957: Die Siedlergemeinschaft schließt sich dem Deutschen Siedlerbund, Landesverband Baden-Württemberg an.
- 1958: Die St.-Josef-Kirche wird eingeweiht[28] und in dem Wohnhaus in der Oberstraße 4 eine feste Filiale der Sparkasse eingerichtet.[34]
- 1959: Das Wohngebiet Lange Äcker wird kanalisiert und der Mühlweg an die Trinkwasserversorgung angeschlossen.[30]
- 1959: Im Rahmen von Ausbauarbeiten für die wachsende Anzahl der Bevölkerung, darunter auch viele aus der DDR Zugezogene, und dem zunehmenden Bedarf an Eigenheimen für Kleinfamilien, wird das Gebiet Lange Äcker und der Mühlweg erschlossen.
- 1959: Erstmals wird vom Heimat- und Verkehrsverein ein Fanfarenzug, unter Kooperation mit dem Mühlhausener Pendant veranstaltet, der dann jährlich bis Anfang der 1970er Jahre umgesetzt wird.

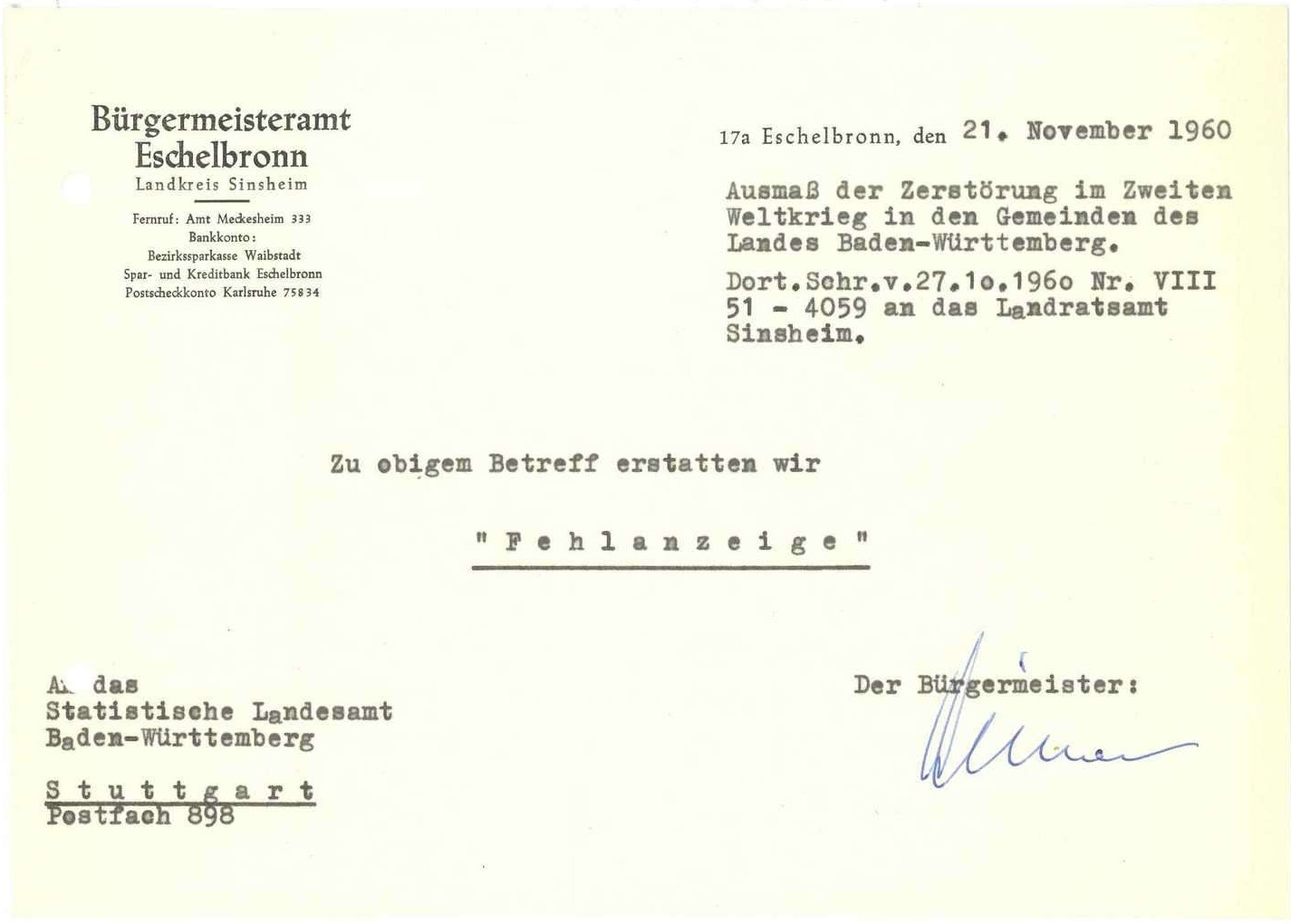
Bürgermeister Philipp Dinkel erstattet „Fehlanzeige“ für die Berichte von Gemeinden über die Kriegsereignisse 1945 und das Ausmaß der Zerstörungen im Zweiten Weltkrieg.

- 21. November 1960: Bürgermeister Philipp Dinkel erstattet „Fehlanzeige“ für die Berichte von Gemeinden über die Kriegsereignisse 1945 und das Ausmaß der Zerstörungen im Zweiten Weltkrieg, einer Fragebogenaktionen des Statistischen Landesamts Baden-Württemberg,[43] was zum Ausdruck bringen sollte, dass in Eschelbronn keine beziehungsweise nur geringfügige Zerstörungen stattgefunden hätten oder Aufzeichnungen oder Schriften darüber nicht vorhanden seien.[44]
- 1960: Der Katholische Kirchenchor wird gegründet und zählt 23 aktive Mitglieder.
- 1960: Der traditionelle Musikverein Eschelbronn initiiert den Dreh eines Heimatfilms unter Mitwirken zahlreicher Einwohner.
- 1960: Zum Bau eines Leichenhauses erwirbt die Gemeinde umliegende Grundstücke um den Friedhof.
- 1960: Die Paul Ernst Maschinenfabrik wird gegründet.[45]
- 1962: Die Neidensteiner Straße, die Neugasse, die Schloßstraße und die Wiesenstraße werden an die Trinkwasserversorgung angeschlossen.[30]
- 1962: Mit dem Bau einer neuen Auffahrt für den Friedhof, wird der bis dahin bestehende Eiskeller zur Bierlagerung der örtlichen Brauereien zugeschüttet.[46]
- 20. Juni 1962: An das örtliche Schulamt wird ein Antrag auf Anbau und Erweiterungen des Schulgebäudes gestellt.
- 19. Dezember 1962: Das Gesundheitsamt Sinsheim bestätigt nach einer Prüfung die Notwendigkeit zusätzlicher Räume für das Schulhaus.
- 1963: Zur Müllabfuhr wird zusätzlich zu dem Pferdefuhrwerk erstmals auch ein LKW eingesetzt.

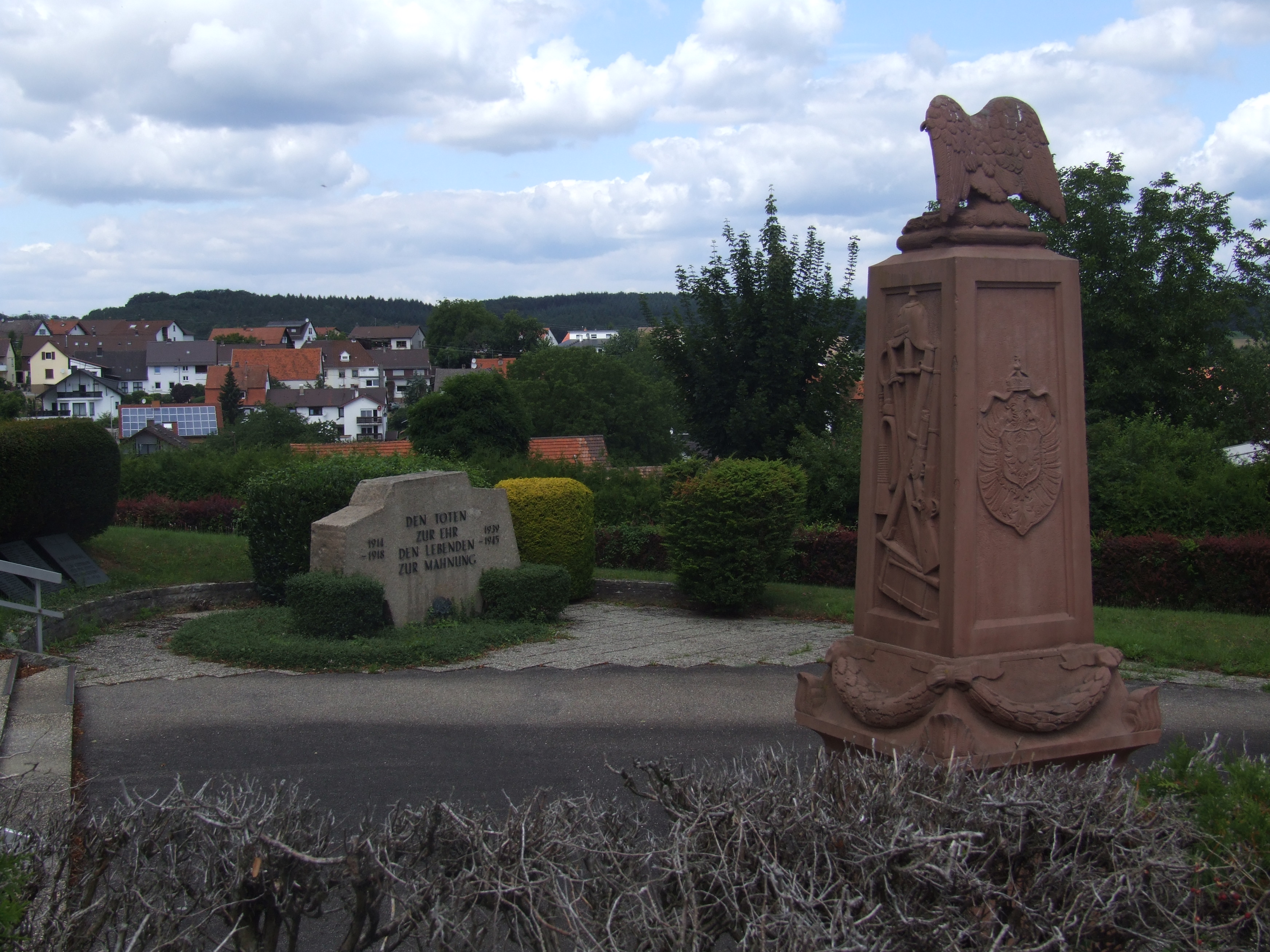
Das Kriegerdenkmal wurde 1963 auf den Friedhof versetzt.

- 1963: Das Feuerwehrhaus in der Bahnhofstraße wird als größtes Feuerwehrhaus im Landkreis Sinsheim eingeweiht. Für den Bau wurde das Kriegerdenkmal auf den Friedhof versetzt.
- 21. Februar 1963: Durch eine Verordnung wird die zur Trinkwasserversorgung gefasste Hetzenlochquelle in drei Schutzzonen eingeteilt.[30]
- 14. Dezember 1964: Die Jugendkapelle des Musikvereins tritt erstmals auf.[47]
- 1964–66: Das Wohngebiet Erpfel wird kanalisiert.
- 1965: Die Schreinerfachgewerbeschule wird bis zur Fertigstellung der Schloßwiesenschule als Hauptschule genutzt.

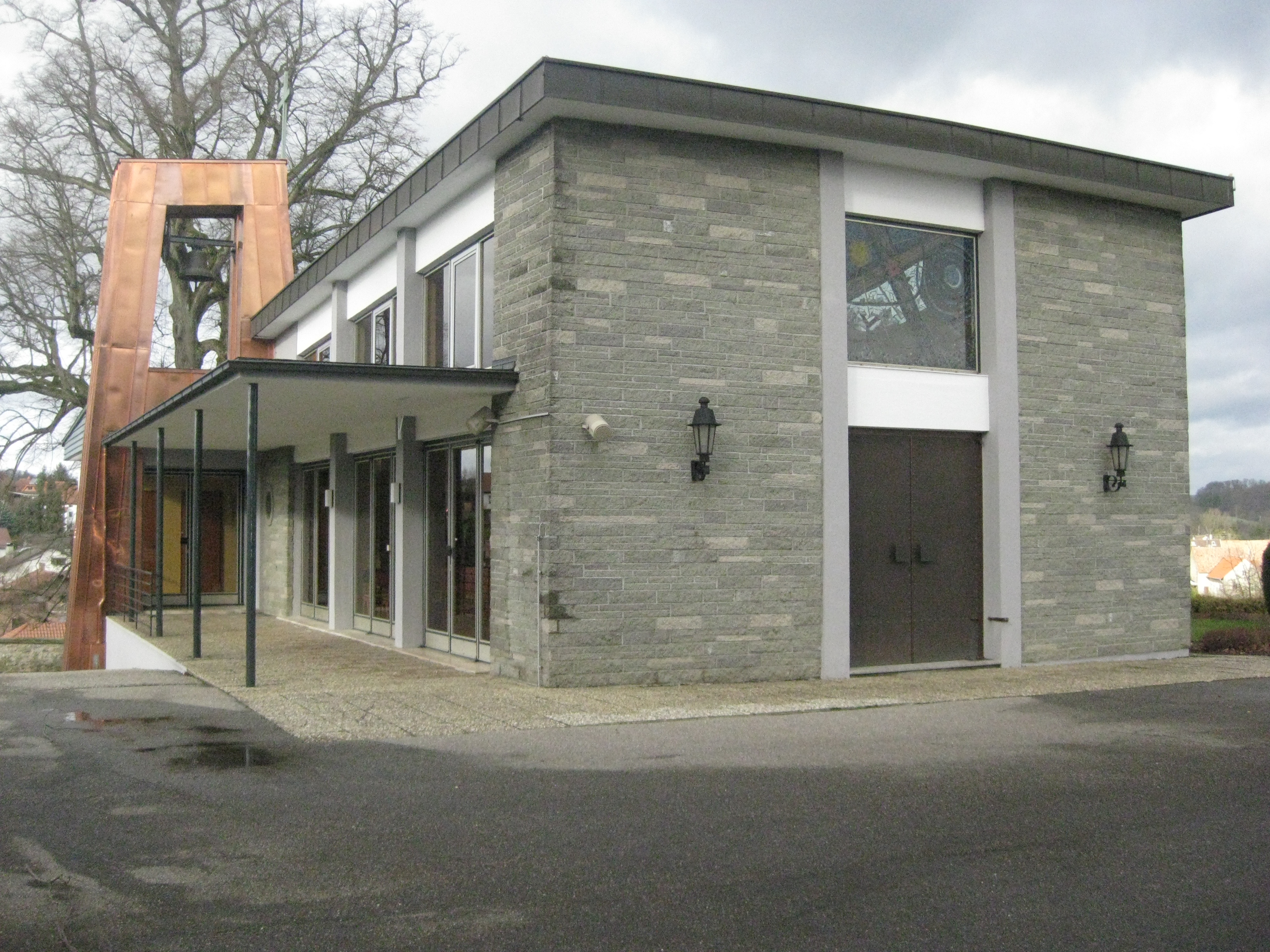
Das Leichenhaus wurde 1966 erbaut.

- 1965: Für das neu zu bauende Leichenhaus wird von dem Glockengießer Bachert in Bad Friedrichshall eine Glocke angefertigt.[28]
- 1965: In der Kandelstraße 7 eröffnet das Eiscafe Reichert.[48]
- 1966: Der Friedhof Eschelbronn bekommt mit dem Bau des Leichenhauses eine ökumenische Kapelle.
- 1966: Leihweise werden 50-Liter fassende Mülltonnen aus Blech bereitgestellt und die Abfuhr wöchentlich durchgeführt.
- 26. Juni 1966: Der Gemeinderat beschließt die Erhebung von Müllgebühren.
- 1966: Das Gebiet Lange Äcker/Erpfel wird an die Trinkwasserversorgung angeschlossen.
- 1967: Das Clubhaus des FC Eschelbronn wird erweitert und ausgebaut.
- 1967/68: Das Gelände der Schuhmannsmühle wird in zwei Grundstücksteilen weiterverkauft und im Laufe der Zeit durch neue Gebäude ersetzt.
- 1969: Mit der Fertigstellung der Landesstraße 549 erhält Eschelbronn eine neue Verkehrsanbindung.[49]
- 1970: Mit Umbauarbeiten wird die Sparkassen-Filiale für die steigende Nachfrage ausgebaut.[34]
- 1. August 1970: Dieter Janitza wird Bürgermeister.
- 1. September 1970: Die Firma Altvater & Co. aus Ellerstadt wird für die Müllbeseitigung verantwortlich.
- 1971: Beginn der vierjährigen archäologischen Ausgrabungen unter der Leitung von Dietrich Lutz aus Karlsruhe, bei denen Spuren landwirtschaftlicher Siedlungen und Überreste von Pfahlbauten entdeckt werden, die bereits aus der frühen Karolingerzeit stammen.
- 11. November 1971: Erstmals findet der vom Heimat- und Verkehrsverein organisierte Sankt-Martins-Umzug statt, an dem sich etwa 450 Kinder beteiligen.[50]
- 1972: Die Gemeinde verkauft das Alte Pfarrhaus.
- 31. Dezember 1972: Eschelbronn wird dem Landkreis Sinsheim zugehörig.
- 1972–75: Das Wohngebiet Durstbütten wird kanalisiert.
- 1973: Unter Bürgermeister Dieter Janitza wird die Sport- und Kulturhalle erbaut und im Folgejahr fertiggestellt.
- 1973: Die Freiwillige Feuerwehr wird um eine Jugendfeuerwehr erweitert.
- 1. Januar 1973: Mit der Kreisreform Baden-Württemberg wird Eschelbronn dem Rhein-Neckar-Kreis zugehörig.
- 1974: Die erste Ausgabe des wöchentlich erscheinenden Amtsblatt Elsenztal erscheint, das von den Gemeinden Eschelbronn, Lobbach, Spechbach, Mauer, Mönchzell und Meckesheim herausgegeben wird.[51]
- 1974: Das Neubaugebiet Durstbütten wird erschlossen und ein weiterer Wasserhochbehälter auf dem Wiesenberg zur besseren Wasserversorgung gebaut.
- 1974: Der Karateclub wird gegründet.
- 1974: Für die St.-Josef-Kirche werden vier Glocken gegossen.[28]
- 1. September 1974: Die Firma Wilhelm Bormann GmbH & Co. KG aus Rülzheim wird für die Müllbeseitigung verantwortlich.
- 1975: Die Zuständigkeit für die Müllbeseitigung fällt mit dem Landesabfallgesetz auf die Landkreise. Der Abfalltransport wird jedoch mit einer Vereinbarung gemäß dem Gesetz weiterhin von der Gemeinde organisiert.
- 19. März 1975: Die Freiwillige Feuerwehr erhält erstmals ein eigenes Löschgruppenfahrzeug 16.[52]
- 1976: Die Gemeinschaft der PS-Rancher entsteht, die unter anderem das regelmäßige Pfingstfest am Ziegelhüttenwald veranstaltete.
- 1976: Die Industriestraße wird für weitere Unternehmen erstmals verlängert.
- 30. November 1976: Der Tennisclub wird gegründet.
- 1976–78: Das Wohngebiet Oppenloch/Gührn wird kanalisiert.
- 1977: Im Südosten der Gemeinde entsteht das Gebiet Oppenloch/Gührn.
- 1977: Der Karateclub richtete erstmals die Baden-Württembergischen Meisterschaften in Semi-Kontakt und traditionellem Karate unter Beteiligung von insgesamt 19 Mannschaften aus.
- März 1977: Der Heimat- und Verkehrsverein und der Ortsverein des Deutschen Roten Kreuzes laden erstmals zum Seniorennachmittag[53]
- 1. Januar 1978: Der Müll wird fortan zur Kreismülldeponie an der B 292 zwischen Daisbach und Sinsheim befördert.
- 14./15. Juli 1979: Festveranstaltung „100 Jahre Schreinerdorf Eschelbronn“[54]
- 1978: Der untere Teil des Wohngebiets Durstbütten wird kanalisiert.
- 1979: Animiert durch den während der Ausgrabungen entstandenen Schlosssee wird der Sportfischerverein gegründet.
- 12. November 1979: Der Bau von zwei Tennissandplätzen beginnt.
- 1980: Die Brunnenstube der Durstbüttenquelle wird neu gefasst und eine Brunnendruckpumpanlage installiert.[30]
- 1980: Die Goethe- und Schillerstraße werden an das Kanalnetz angeschlossen.
- 1980: Fans des FC Bayern München schließen sich zu einem Fanclub mit zirka 40 Mitgliedern zusammen.[55]
- 16. November 1980: Die Sparkasse Sinsheim eröffnet eine feste Zweigstelle in der Kandelstraße.[34]

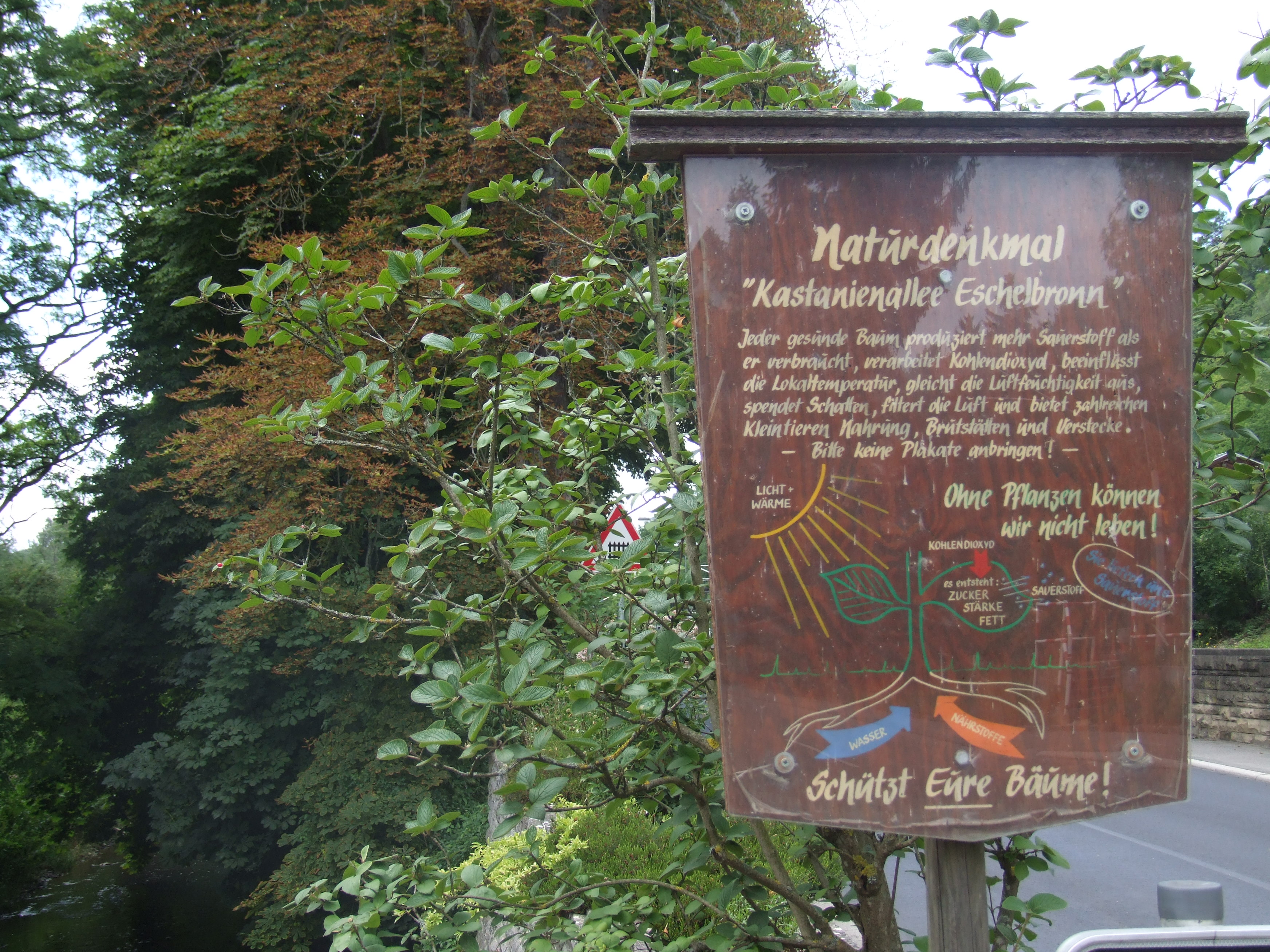
Die Bäume der Kastanienallee werden als Naturdenkmal unter Schutz gestellt.

- 7. Mai 1981: Die Bäume der Kastanienallee werden als Naturdenkmal unter Schutz gestellt.[56]
- 28. August 1981: Der CDU-Gemeindeverband wird gegründet.
- 30. Oktober 1981: Die Bürgerinitiative für Umweltschutz, Kultur- und Heimatpflege Eschelbronn wird gegründet.[57][58]
- 29. November 1981: 57,5 Prozent der wahlberechtigten Eschelbronner stimmen für den Abriss des Bahnhofsgebäudes.[57]
- 1982: Der Sportfischerverein bietet jährlich eine Fischerprüfung an.[59]
- 1982: Der vorhandene Kanal aus dem Jahr 1921 in der Schloßstraße und der Bahnhofstraße bis zur Schulstraße wird erneuert und vergrößert.
- 1982: Der erste Altglascontainer wird auf dem Parkplatz der Schlosshalle aufgestellt.
- 1982: Die Bürgerinitiative für Umweltschutz Kultur- und Heimatpflege gibt erstmals das Heimatblatt Howwl heraus.
- März 1982: Die Gemeinde bekommt einen dritten Tennissandplatz.
- 1983: Unter Bürgerprotesten wird das historische Bahnhofsgebäude abgerissen.[60][58]
- 1983: Der Gesangsverein Lyra beginnt ein Austausch mit dem Männerchor Hogia’r D Dwylan aus Wales.
- 1984: Die Gemeinde kauft den Steinbruch Kallenberg für 500.000 DM.
- 1985: Das Grundstück der Ziegler’schen Mühle wird von der Gemeinde Eschelbronn aufgekauft, das Haus am Ufer abgerissen und der Wasserdurchlauf zur Verhinderung weiterer Hochwasser in der Breite auf zwölf Meter verdreifacht.
- April 1985: Ein 4,87 Hektar großes Areal des Steinbruch Kallenberg wird als flächenhaftes Naturdenkmal ausgewiesen.[61]
- 1986: Mit zwölf Mannschaften findet im Sommer das erste Tennis-Grümpelturnier statt.
- 8.–11. Mai 1986: Im Rahmen der Feierlichkeiten zum hundertjährigen Bestehen des Gesangsvereins Lyra wird dem Verein von dem damaligen Landrat Jürgen Schütz die Zelter-Plakette verliehen.[62]
- 1987: Der Tischtennisverein wird gegründet.
- März 1987: Die Baugenehmigung für die neue Grund- und Hauptschule mit Werkrealschule wird erteilt.
- 1. April 1987: Der Gemeinderat beschließt die getrennte Müllbeseitigung.
- 1988: Die Gemeinde initiiert das Kinderferienprogramm.[63]
- 25. August 1988: Nach einem Giftgasalarm im Getreidespeicher an der Meckesheimer Straße werden die Anwohner evakuiert und die Freiwillige Feuerwehr mit einem viertägigen Einsatz beschäftigt.[33]
- 1988: Die Industriestraße wird bis zum anliegenden Wald ausgebaut.
- 1988: Das Siedlungsgebiet Lange Äcker/Schleifigrain wird erbaut.

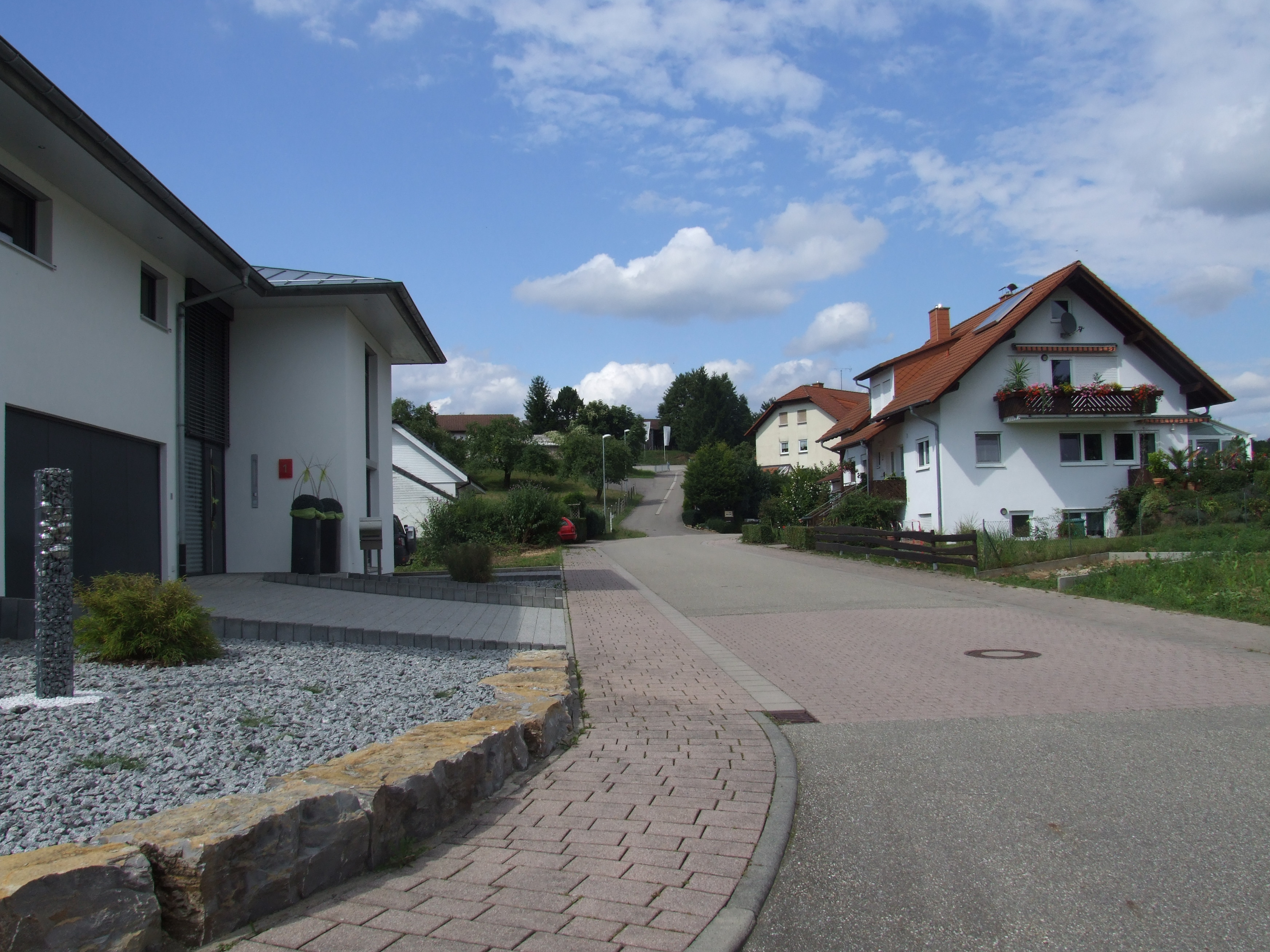
Neubaugebiet Seerain

- 1988: Das Baugebiet Seerain wird erschlossen.
- 1988: Der Karateclub erweitert sein Angebot um die Disziplinen Judo und Jiu Jitsu.
- 1988: In der Kandelstraße 7 eröffnet die Pizzeria Da Tina.[48]
- 12. August 1988: Das Richtfest für den Neubau der Schloßwiesenschule wird abgehalten.
- 2. Oktober 1988: Der damalige Kaplan und spätere Bischof Emil Stehle hält ein Pontifikalamt in der St.-Josef-Kirche.[64]
- 1989: Eschelbronn begeht seine 1200-Jahr-Feier. Das Bürgermeisteramt Eschelbronn veröffentlicht die Ortschronik 1200 Jahre Eschelbronn 789–1989. Im Rahmen der 1200-Jahr-Feier gründet Marliese Echner-Klingmann die Amateurtheatergruppe Sellemols Theaterleit.
- 1. März 1989: Nach einem Vertragsabschluss wird Eschelbronn von der Energie- und Wasserwerke Rhein-Neckar AG mit Erdgas versorgt.

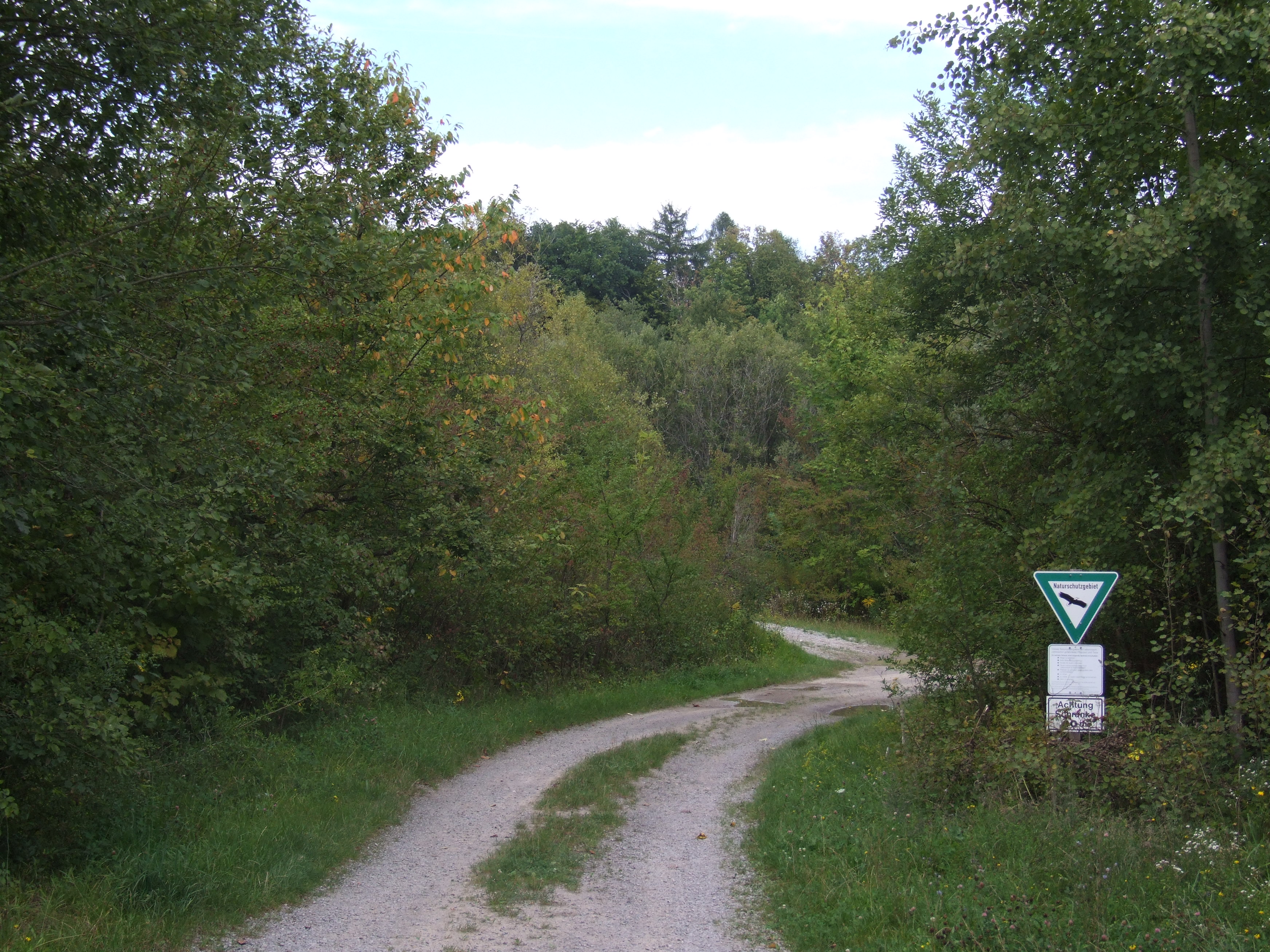
Der Kallenberg wird Naturschutzgebiet.

- 6. September 1989: Der Steinbruch Kallenberg wird als Naturschutzgebiet ausgewiesen.
- 1990: Das vom Heimat- und Verkehrsverein betriebene Schreiner- und Heimatmuseum zieht von der Brunnengasse in die Alte Schule.
- 1. November 1991: Jürgen Gretel wird Bürgermeister.
- 1993: Die Paul Ernst Maschinenfabrik gewinnt den Innovationspreis des Landes Baden-Württemberg.[45]
- Dezember 1993: Nach dreitägigen Regenschauern kommt es zu großen Überschwemmungen.
- 1994: In der Kandelstraße 7 eröffnet die Pizzeria Salento und besteht bis 2000.[48]
- 27. Juni 1994: Nach starken Regenschauern steht der Ortskern nach drei Stunden mit einem Höchststand von 1,80 Metern unter Wasser.
- 1996: Marliese Echner-Klingmann gewinnt mit dem Stück Aus der Lisbeth ihrm Tagebuch – E Dorf em Kraichgau vun 1939 bis 1945 den Landespreis für Volkstheaterstücke.[65]
- 1996: Die Robinien-Reihe am Friedhof Eschelbronn werden gefällt um eine freie Sicht auf die Gemeinde zu ermöglichen, was innerörtliche Kontroversen verursacht.[56]
- 1997: Auf dem Friedhof Eschelbronn wird eine Erinnerungstafel für den in China tätig gewesenen Missionar Georg Ziegler angebracht.
- 17. Juni 1999: Florian Baldauf wird Bürgermeister.

## 21. Jahrhundert

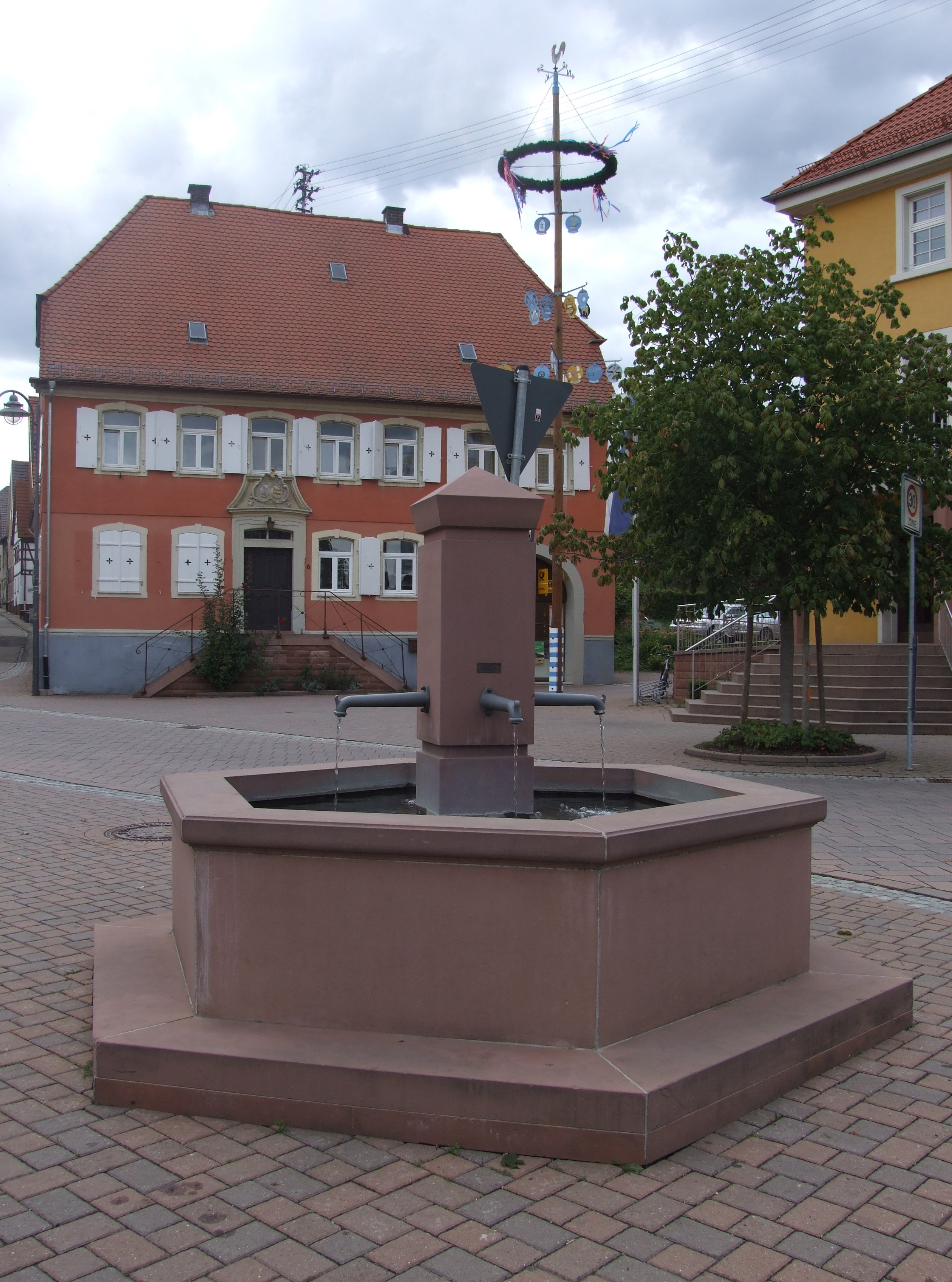
Auf dem Marktplatz wird ein neuer Brunnen errichtet.

- 2000er Jahre: Eschelbronn wird um das Neubaugebiet In den Kirchwiesen erweitert.
- 2002: Vor dem Rathaus wird eine neue, das Ortsbild prägende, Kastanie gepflanzt.
- März 2002: Nach Regenschauern kommt es zu Überschwemmungen.
- 2004: Auf dem Marktplatz wird ein sechseckiger Brunnen aus Sandstein mit vier Wasserstrahlen und einem eingeprägten Hobel in der Mittelsäule gebaut.
- 26. Februar 2004: Die Kastanienallee, die Alte Linde und die Winterlinde am Friedhof werden unter Naturschutz gestellt.[66]
- 2006: Der historische Wegweiser am Bettweg mit eingehauenen Entfernungszeiten zu den Nachbarorten wird restauriert.[67]
- 2006–09: Das Kriegerdenkmal wird im Auftrag des Eschelbronner Heimat- und Verkehrsvereins mit Spendengeldern restauriert.[68]
- 14. Mai 2008: Auf Anordnung der Naturschutzbehörde des Rhein-Neckar-Kreises wird der letzte Baum der als Naturdenkmal ausgewiesenen Kastanienallee in Richtung Ortsausgang gefällt, weil er Passanten und den Verkehr gefährde.[69]
- 23. Oktober 2010: In Eschelbronn findet der 5. Deutsch-Pennsylvanische Tag statt. An der Außenwand der Kirche werden dabei je eine neu angebrachte Gedenktafel für die Pfarrer Antonius Jacobus Henckel und Josua Harrsch enthüllt.[70]
- 24. Februar 2014: Eschelbronn schließt zusammen mit der Nachbargemeinde Epfenbach neue gemeinsame Stromkonzessionsverträge mit der Süwag Energie für weitere 20 Jahre.[71]
- März 2014: Mit dem Austausch der 136 Quecksilberdampflampen wird die Straßenbeleuchtung auf LED umgestellt.[72]
- April 2014: Der Abriss des Möbelhaus Streib am Marktplatz beginnt.[73]
- August 2014: Ein 59-jähriger Einwohner erschlägt seine 58-jährige Frau und seine 93-jährige Mutter mit einem Hammer und tötete sich anschließend mit einem Sprung von einer Brücke bei Sinsheim.[74]

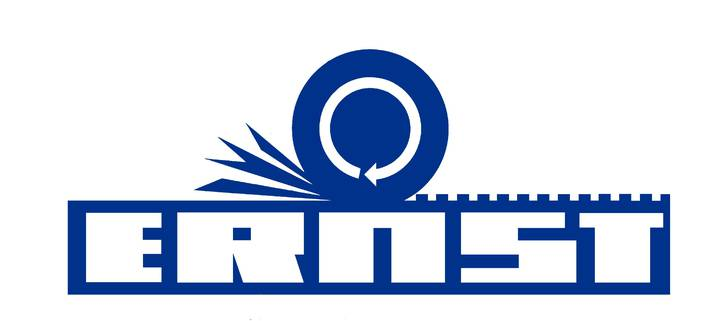
Logo der Paul Ernst Maschinenfabrik GmbH

- Dezember 2014: Die Paul Ernst Maschinenfabrik wird an den oberösterreichischen Spezialmaschinenbauer Wintersteiger verkauft.[45]
- 19. April 2015: Bei der Bürgermeisterwahl gewinnt Marco Siesing (CDU) mit absoluter Mehrheit und 68,73 Prozent.[75]
- 19. Oktober 2015: MdB Stephan Harbarth besucht den Bürgermeister Marco Siesing zu einem Antrittsbesuch.[76]
- April 2019: Der Gemeinderat beschließt erstmals einen Haushalt nach dem neuen kommunalen Haushalts- und Rechnungswesen. Die Schulden der Gemeinde sollen auf 1,7 Millionen Euro reduziert werden.[77]
- 30. April 2019: Gegen 18.30 Uhr brennt eine 18 Quadratmeter große Gartenhütte vollständig aus. 13 Feuerwehrleute sind im Einsatz. Die Polizei ermittelt wegen Brandstiftung.[78]
- Oktober 2019: Das Naturdenkmal, die Winterlinde am Friedhof, wird gefällt.[79]
- Dezember 2020: Die Gemeinde veröffentlicht eine komplett überarbeitete Version der offiziellen Webseite.
- 19. März 2023: Bürgermeister Marco Siesing (CDU) wird mit 94,4 Prozent der Stimmen für eine zweite Amtszeit wiedergewählt.[80]
- Dezember 2024: Bürgermeister Matthäus Bürkle wird ins Amt eingeführt. Sein Vorgänger Marco Siesing wurde im Juli 2024 zum Oberbürgermeister von Sinsheim gewählt.
- April 2025: Das Naturdenkmal die Alte Linde wird gefällt.[81]